# 青蔵鉄道

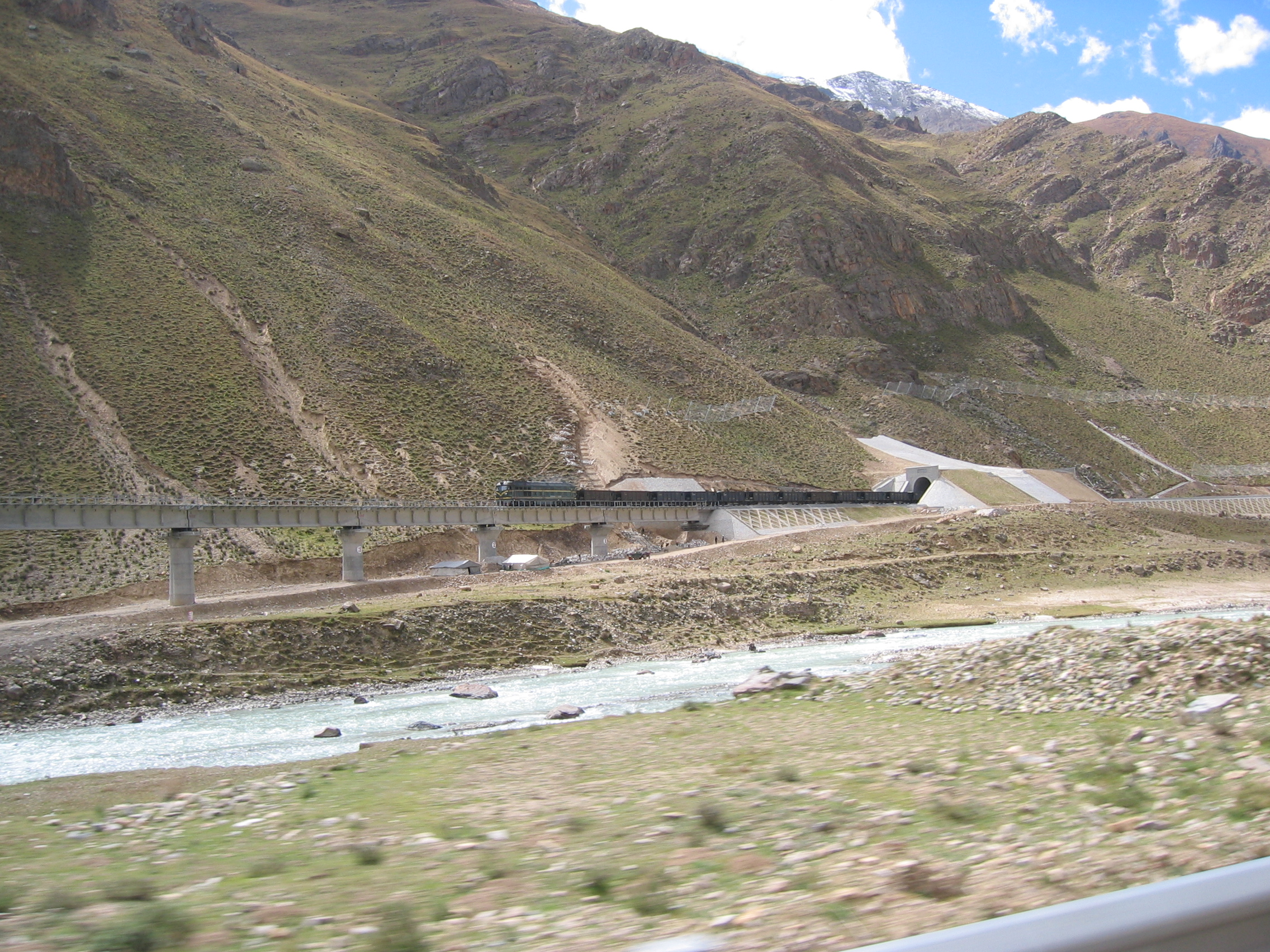
ラサへ向かう正式開業前の貨物列車
2005年10月

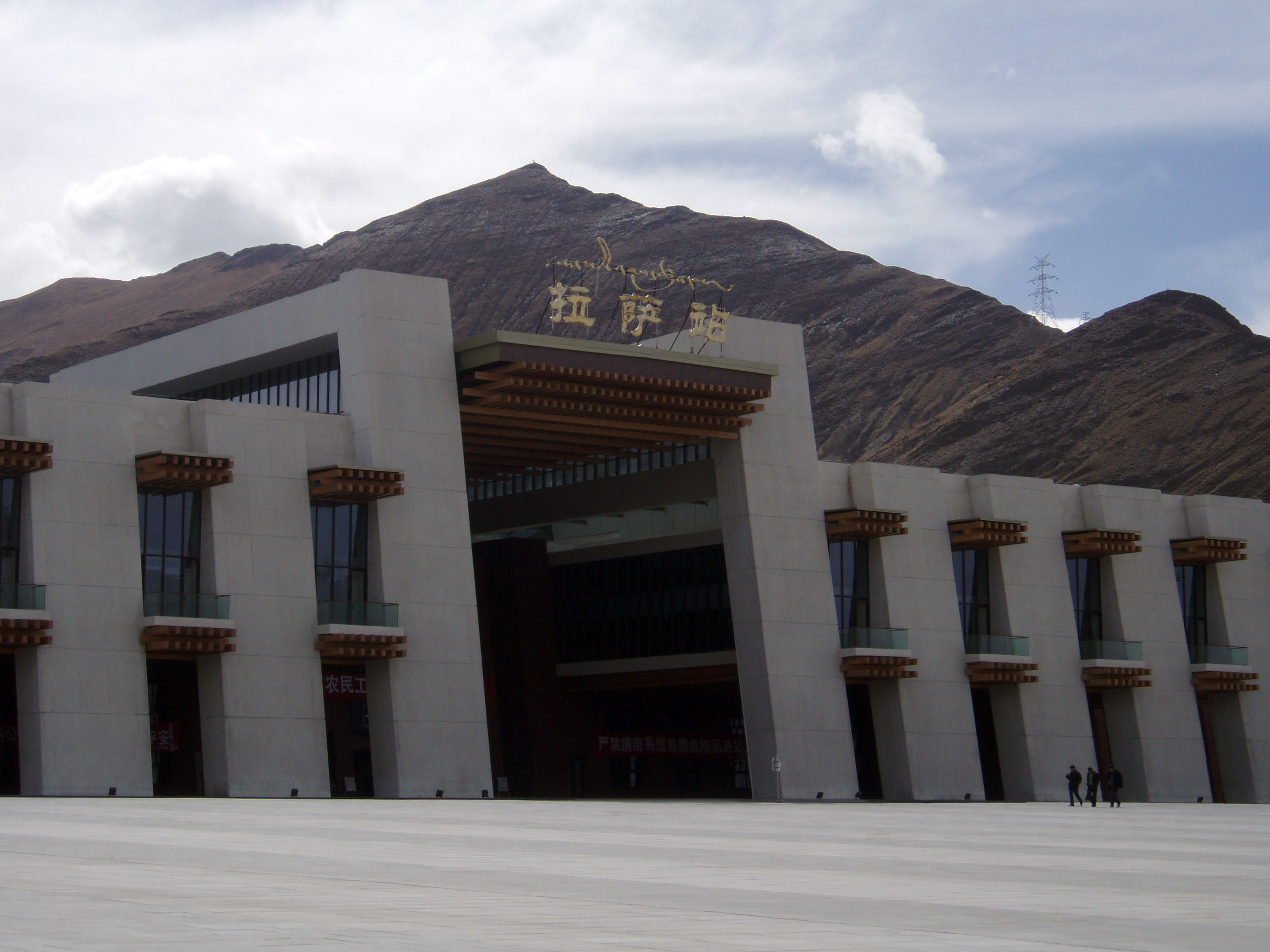
ラサ駅

青蔵鉄道（せいぞうてつどう）は、中華人民共和国西部の青海省西寧とチベット自治区首府ラサ（拉薩）を結ぶ高原鉄道。総延長1,944kmで青蔵鉄路公司により運営されている。青蔵線とも呼ばれる。日本のメディアでは、青海チベット鉄道と呼ばれることも多い。青海の青と西蔵の蔵から青蔵鉄道と命名された。
西部大開発の代表的なプロジェクトとして、1984年までに一期計画が行われ、2001年からの二期計画を経て2006年7月1日に全通した。建設費は4,400億円と伝えられている。
外国人と台湾人がラサまで乗車する場合は、チベット入域許可書が必要であり、旅行会社の主催するツアーに参加する必要がある。なお、時期によっては形式上ツアーに参加し、実際には個人旅行として乗車することも可能であるが、シーズンによっては、乗車券のほとんどは団体向けに確保されているため、この方法での乗車券の入手はかなり困難である。

## 1期建設計画
1957年に毛沢東が青蔵鉄道の建設を唱える。青海省の省都西寧からラサまでの1988kmのうち、第1期建設計画として青海省都西寧と同省海西モンゴル族チベット族自治州のゴルムド（格爾木）を結ぶ800kmが1979年9月に単線として完成し、のち複線として1984年にまでに完成する。この区間は海抜2,000m から3,000m ほどである。

## 2期建設計画
- 2001年、国務院は262億人民元の資金を投じてゴルムドとチベット自治区のラサを結ぶ区間の建設を決定し、同年6月29日着工した。この第2期計画区間は全長1,144kmに達する。
- 2005年10月15日に全線の基礎計画及び軌道敷設を完了し、鉄道貨物輸送が正式開業に先駆けて開始された。
- 2006年7月1日にゴルムド - ラサ間の旅客営業運転を開始。

## 旅客列車運行状況
| 列車番号 | 始発駅 | 出発時刻 | ラサ到着時刻   | 距離    | 所要時間   |
| -------- | ------ | -------- | -------------- | ------- | ---------- |
| Z21      | 北京西 | 20:10    | 14:30 (翌々日) | 3,757km | 42時間20分 |
| Z164/165 | 上海   | 19:17    | 18:57 (翌々日) | 4,385km | 47時間40分 |
| Z264/265 | 広州   | 11:42    | 17:43 (翌々日) | 4,980km | 54時間11分 |
| T22/23   | 成都   | 20:45    | 15:28 (翌々日) | 3,360km | 42時間43分 |
| T222/223 | 重慶北 | 20:08    | 16:50 (翌々日) | 3,641km | 44時間42分 |
| Z917     | 蘭州   | 12:05    | 14:35 (翌日)   | 2,188km | 26時間20分 |
| Z6801    | 西寧   | 15:05    | 14:35 (翌日)   | 1,960km | 23時間30分 |

| 8        | 終着駅 | ラサ出発時刻 | 到着時刻       | 距離    | 所要時間   |
| -------- | ------ | ------------ | -------------- | ------- | ---------- |
| Z22      | 北京西 | 14:35        | 8:20 (翌々日)  | 3,757km | 41時間55分 |
| Z166/163 | 上海   | 10:25        | 11:28 (翌々日) | 4,385km | 49時間03分 |
| Z266/263 | 広州   | 11:55        | 19:25 (翌々日) | 4,980km | 55時間30分 |
| T24/21   | 成都   | 9:40         | 8:16 (翌々日)  | 3,360km | 46時間36分 |
| T224/221 | 重慶北 | 12:45        | 9:25 (翌々日)  | 3,644km | 44時間40分 |
| Z918     | 蘭州   | 8:20         | 10:21 (翌日)   | 2,188km | 26時間01分 |
| Z6802    | 西寧   | 8:20         | 7:26 (翌日)    | 1,960km | 23時間06分 |

(2015年10月現在)
各列車は崑崙山脈、チベット高原を日中に通過できるように運行時間を設定されている。列車はゴルムド駅で高地用の中国国鉄NJ2型ディーゼル機関車に交換し、世界最高所駅であるタングラ駅（唐古拉駅）を通過する。実質的には鉄道利用よりも航空運賃のほうが安いこともある。しかし車窓風景や食堂車での食事など、鉄道ならではの旅行が楽しめる。列車の運転速度は、海抜5,000 m までの区間では最高160 km/h、それ以上の区間では 80 km/h となっている。また、医師と看護師が同乗して高山病患者に対応している。
このほか、貨物列車が運行され、中国各地からラサへの貨物の７割は青蔵鉄道によって輸送されている。ラサまでの物流コストが削減された。

## 困難な建設計画
青蔵鉄道のチベット区間には、タンラ山脈（唐古拉山脈）を超える、最高地点が海抜5,071 m の唐古拉峠が所在している。その近くの唐古拉駅が海抜5,066mで、「世界一高い場所にある鉄道駅」となる。平均海抜は約4,500m、また海抜4,000m 以上の部分が960km もあり、このような高所に鉄道が建設されるのは世界でも例がない。まさに世界の屋根を走る鉄道といえる。ちなみに並行する青蔵公路の唐古拉峠は海抜5,231mである。
格爾木（ゴルムド） - ラサ間には550 kmにも及ぶ凍土地帯が広がっており、それに適した工法の研究は、ロシアやカナダでの先例も参考にしながら、40年以上にも及んでいる。実際の作業では低い気圧と酸欠による高山病に加え、昼夜の気温差、冬季の強風や厳寒が関係者を苦しめた。
季節ごとに凍上と融解を繰り返す地域では、地中深くまで基礎杭を打ち込み、高架として地表から浮かせる工法を採ったほか、線路が直接地表に敷設される永久凍土区間では、地中温度の上昇を防ぐため、冷媒としてアンモニアを封入した金属製の放熱杭が軌道に沿って多数建植されている。現時点での対策は万全であるものの、将来の地球温暖化により永久凍土の融解が進行した場合、更なる手当てが必要になる可能性がある。また、気候問題とは別に、放熱杭や、無人施設における列車運行を司る太陽電池パネルの盗難を危惧する声もある。
沿線となるフフシル山地の「ホフシル自然保護区」では、当地特有のチベットカモシカをはじめ、多くの高山植物など、希少かつ脆弱な生態系を維持するため、中国政府は当初の予算の12億元を上回る20億元を投じている。具体的には保護動物の棲息地を避ける経路とする、25箇所の動物用通路を設ける、当地の石材には手をつけず 50 km ほど離れた植生の無い土地に採石場を作る、土をなるべく掘らない、残土を積み上げたままにしない、掘削で生じた地下水を河川に流す場合は沈澱処理を行う、などとなっている。同政府の交通関係の建設計画で、生態系の保護に配慮した建設計画は初めての例となった。

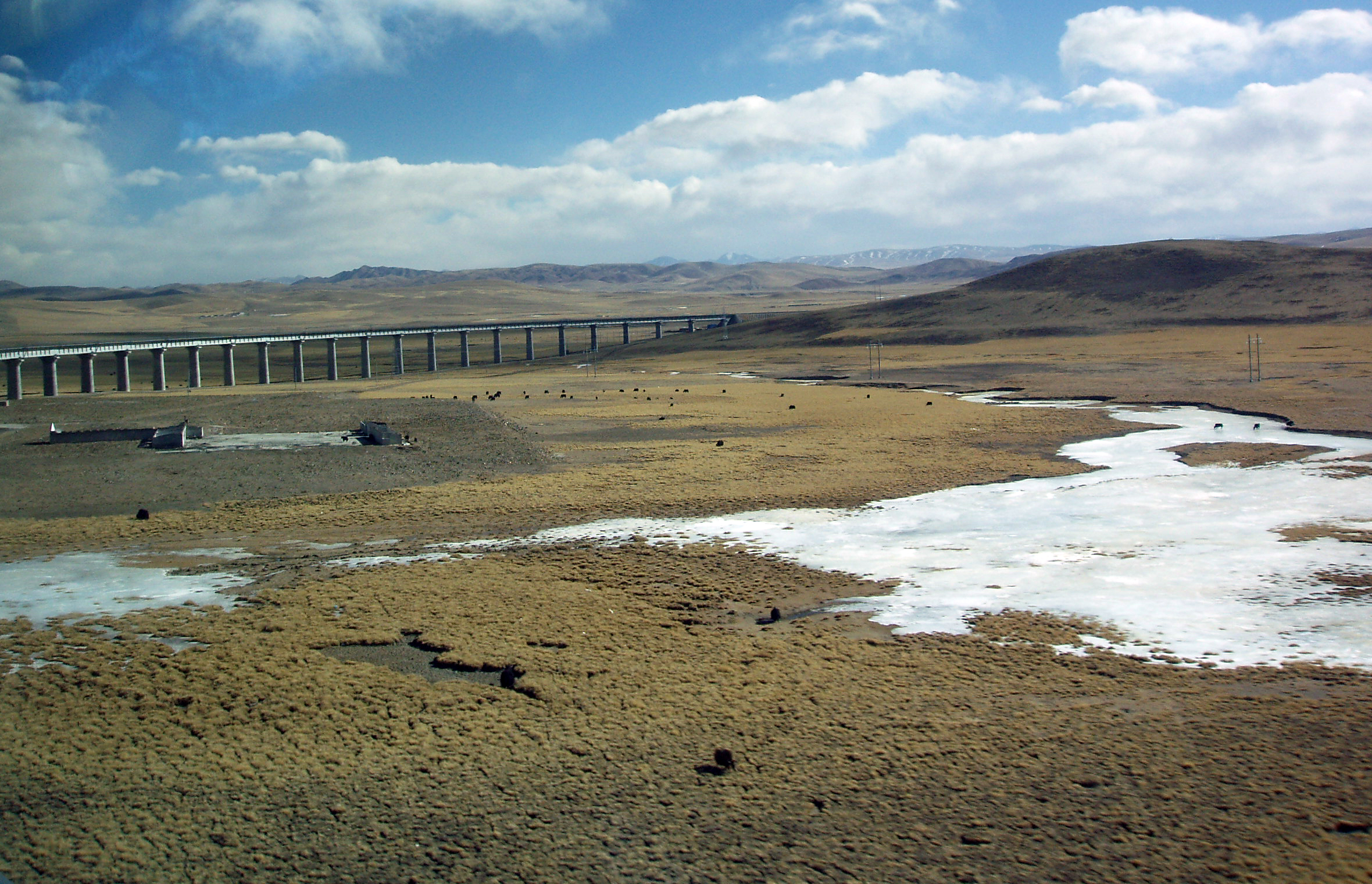
凍土地帯の高架橋
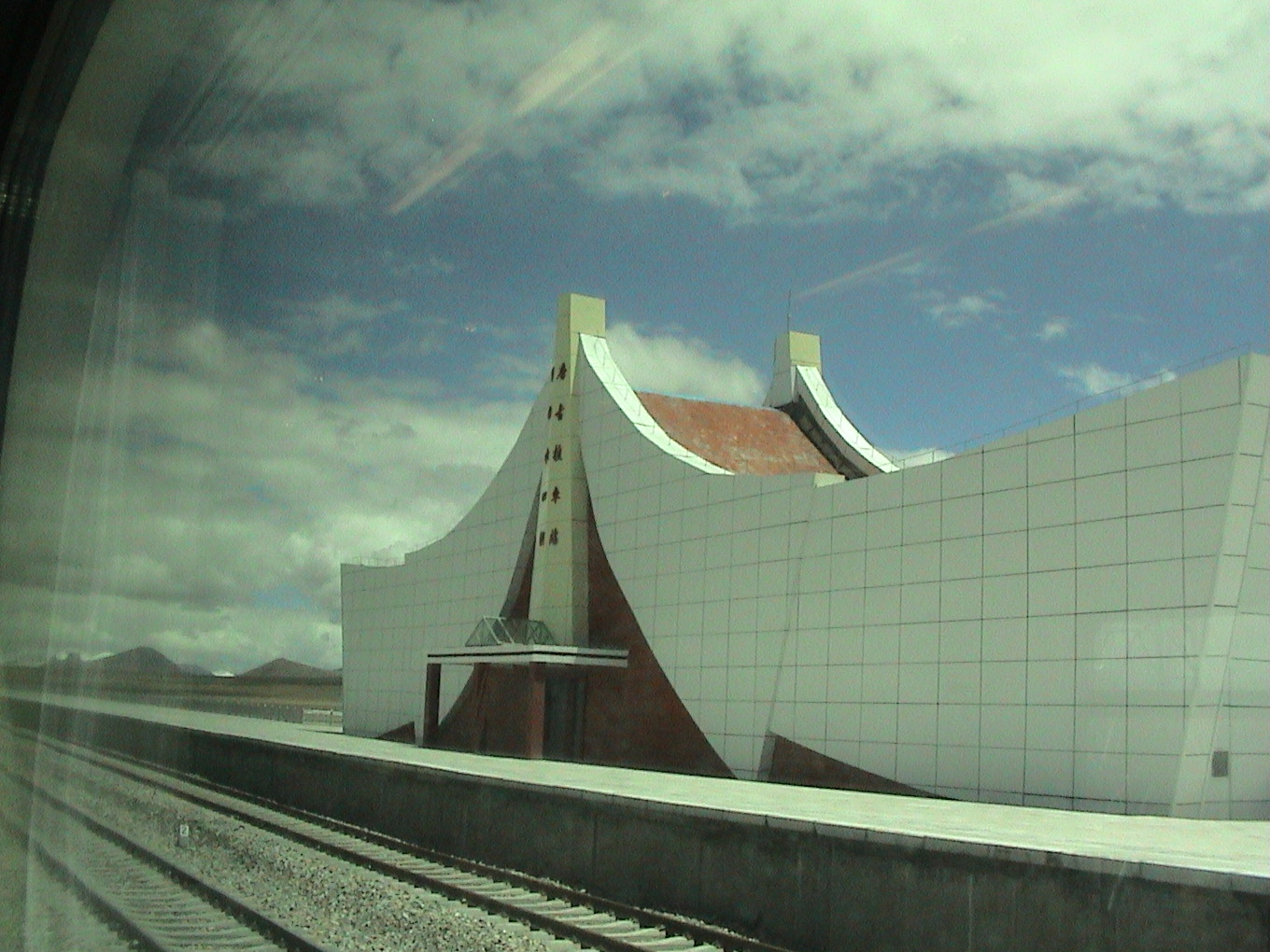
唐古拉駅 駅舎
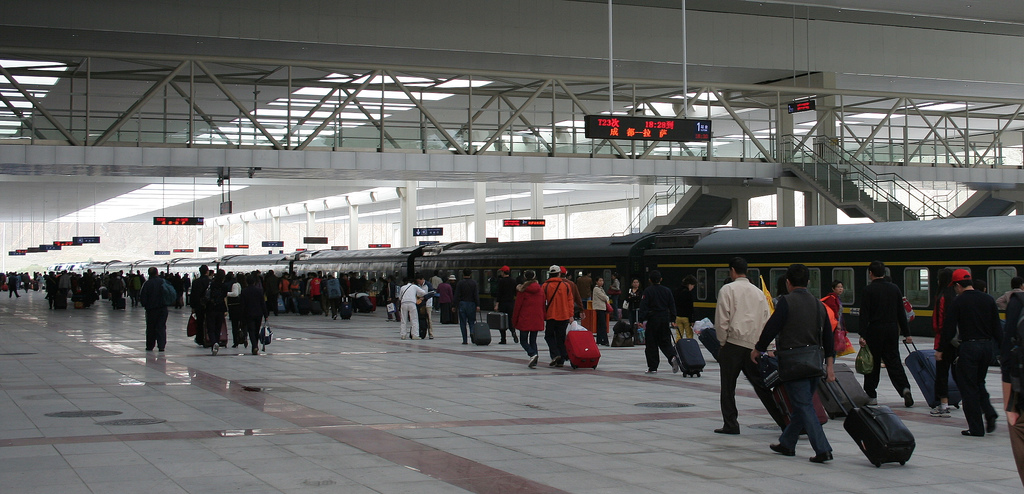
ラサ駅 広いプラットホーム

## 車両

### 機関車

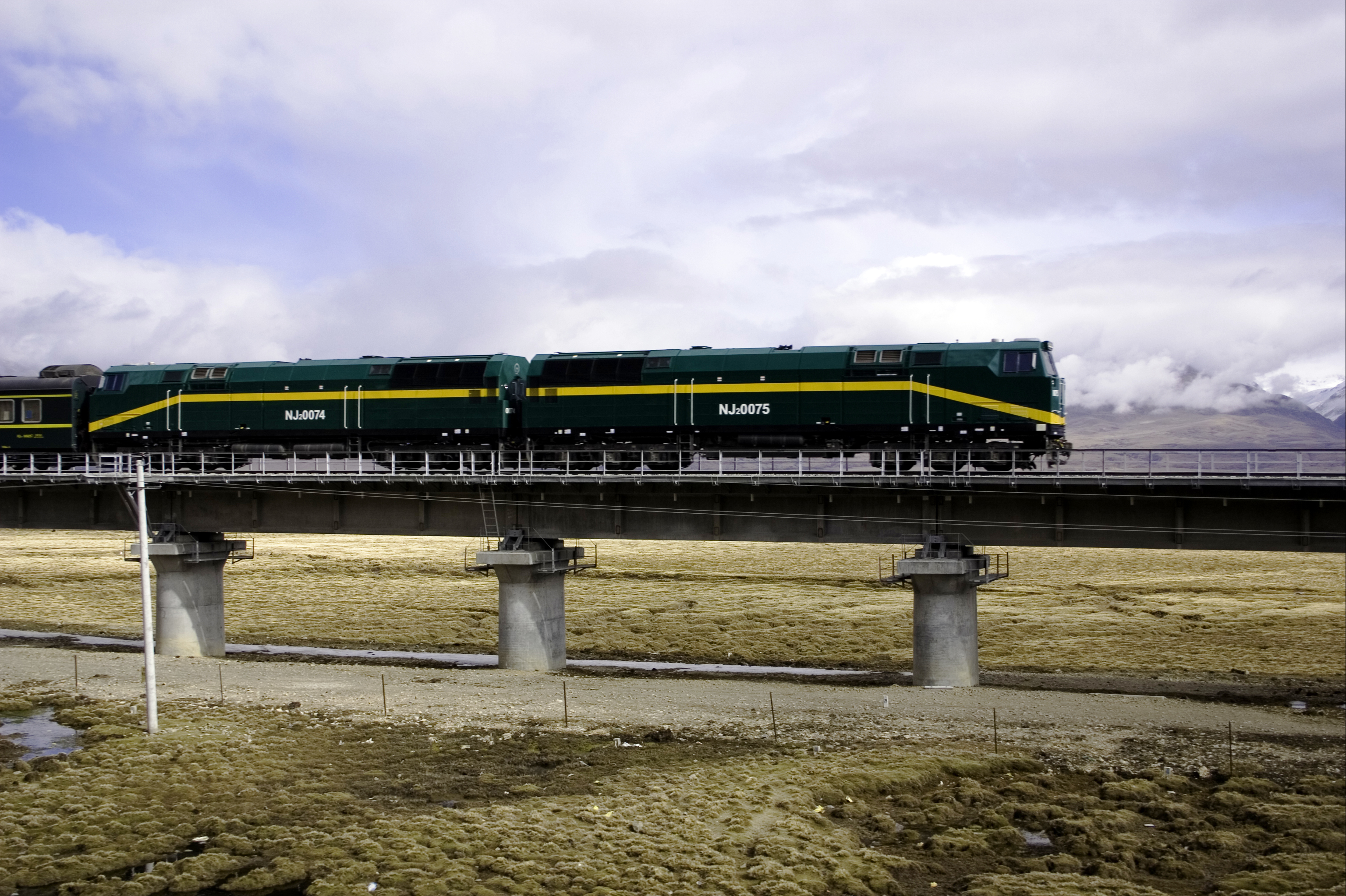
NJ2型ディーセル機関車

全線非電化のため、ディーゼル機関車が全列車の牽引にあたる。
開業用にアメリカより輸入された、ゼネラル・エレクトリック製の新鋭NJ2型が同線を代表する顔となっている。NJ2型は高地対策が施された当区間の専用機で、車体色は、白地に灰色と濃緑の帯が入ったものと、客車同様の濃緑地に黄色帯の2種類が有る。76両が投入予定となっている。

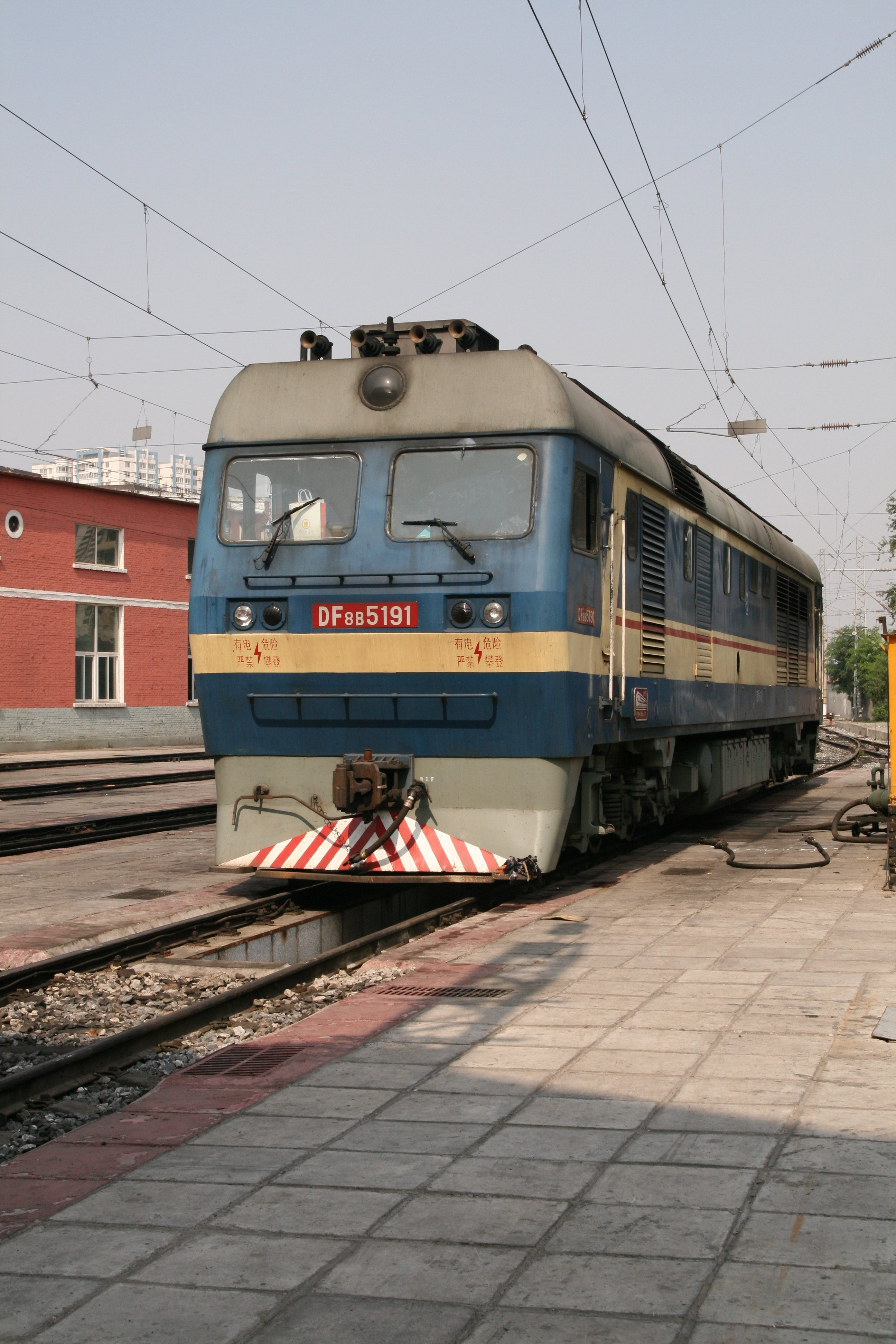
東風8B型ディーセル機関車

2007年現在、NJ2型は所要両数を輸入しきれておらず、機関車の絶対数不足を補うため、中国の国産機、東風8B型9000番台ディーゼル機関車も配属されている。これも東風8B型に燃料噴射ポンプの高地補正制御などの対策や、NJ2型との総括制御機能を追加したもので、この区間の専用機である。NJ2との混結の他、当型式のみでの運用もある。

### 客車
寒冷で空気の希薄な地域を走行するため、航空機メーカーでもあるボンバルディアの技術を導入して気密と断熱性を確保した25T系客車が投入されている。台車は軸梁式でダイレクト方式の空気ばねのAM36型が使われている。
高所走行中は外気から酸素を抽出して生成される酸素濃度の高い空気を車内に供給し、車内の酸素濃度を平地より2%高い23%に高めることで、標高5,000mのタングラ峠通過時でも標高約3,000m並みに過ごせるようにしているという。
寝台車（軟臥、硬臥）には酸素吸引設備が用意され、吸入チューブが無料で配布される。軟臥には個人用液晶モニターが設置されている。
食堂車の厨房は中国では一般的な石炭レンジではなく、完全電化となっている。車内のトイレは真空吸引式。洋式便器と中国式便器が設置されている。
身体障害者用も設置され、排水は環境保護の面から、垂れ流し式ではなく、タンク貯蔵式としている。紫外線カット機能を持つ窓ガラスや、避雷器も装備される。
客車は中国南方機車車輌工業集団公司、パワーコーポレーション・オブ・カナダ、ボンバルディア・トランスポーテーションの合弁会社青島四方ボンバルディア鉄路運輸設備有限公司により製造された。

海抜5,000mにおいて、通常仕様のままでは電源車の能力が平地での使用と比べ40％下がってしまうこと、一方でその高度での列車内電力需要が1400kWあることからその分ディーゼルエンジンを大型化した特製の電源車を製作し、能力の低下を29.5％に留めた。その代り重量がかさみ、電源車の重量は85.8tにも及ぶ（中国国鉄の通常の電源車は60t程度）。

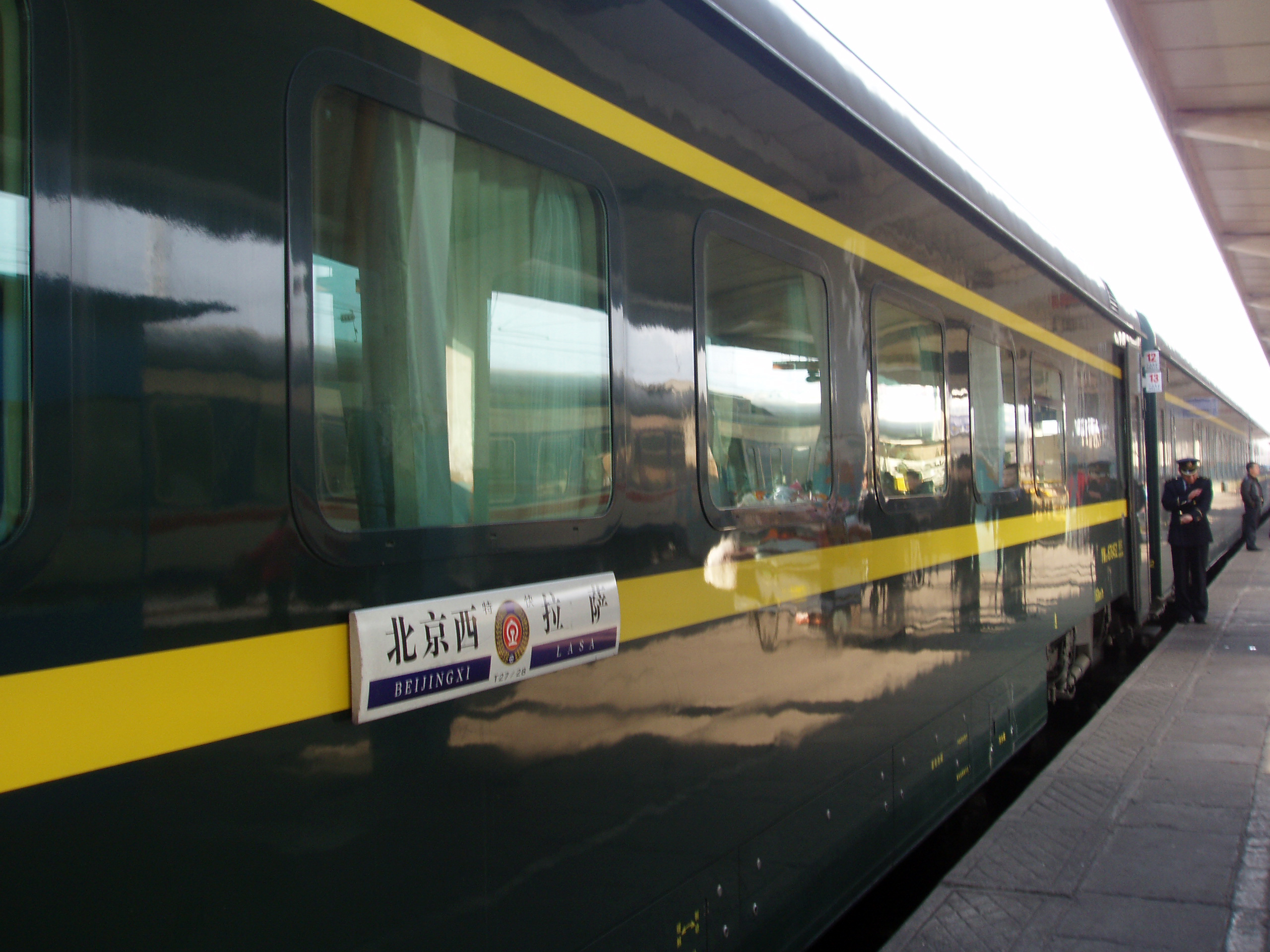
気密構造の客車の窓 UVカットガラスのため濃い緑色をしている
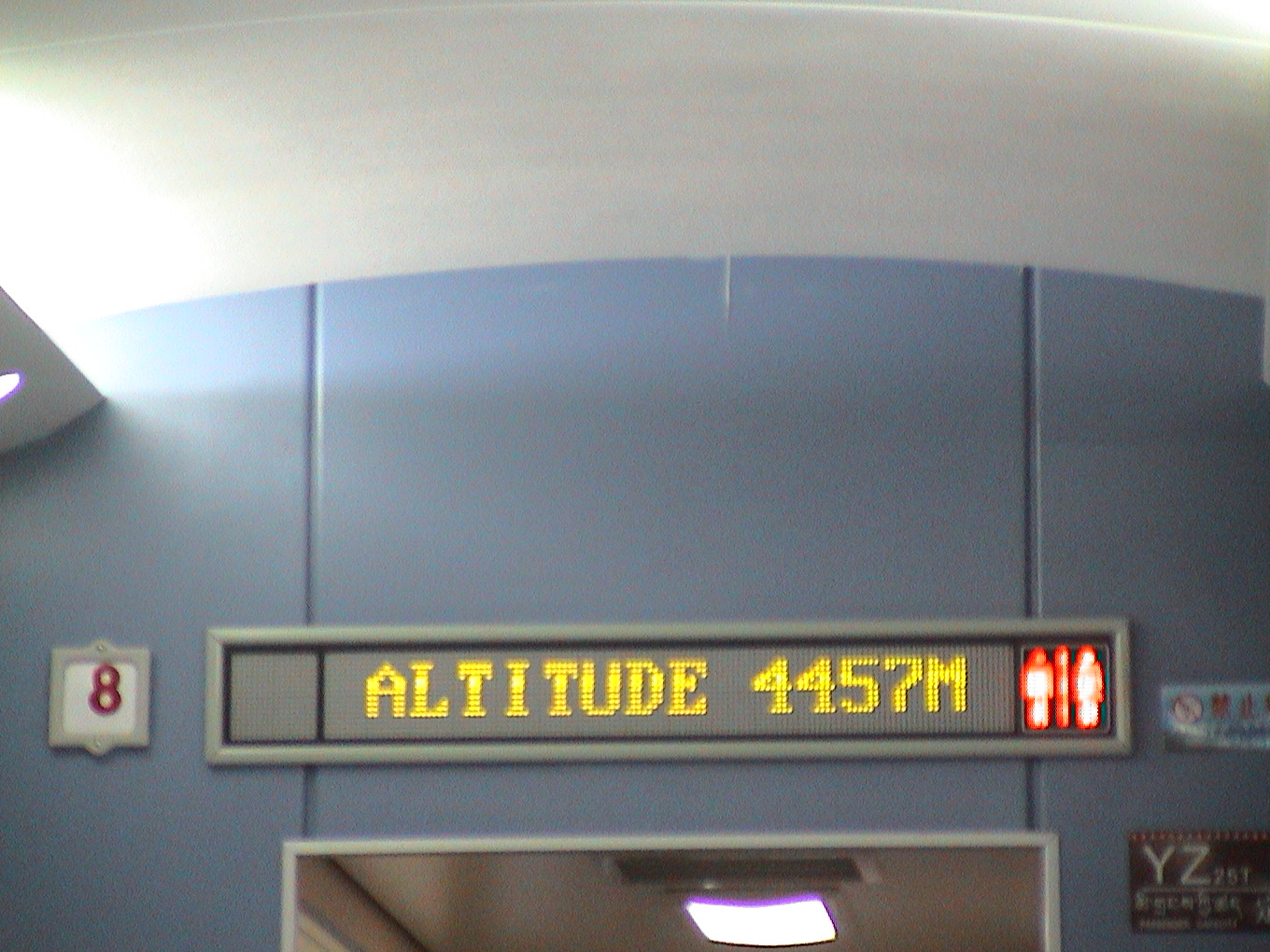
車内の高度表示
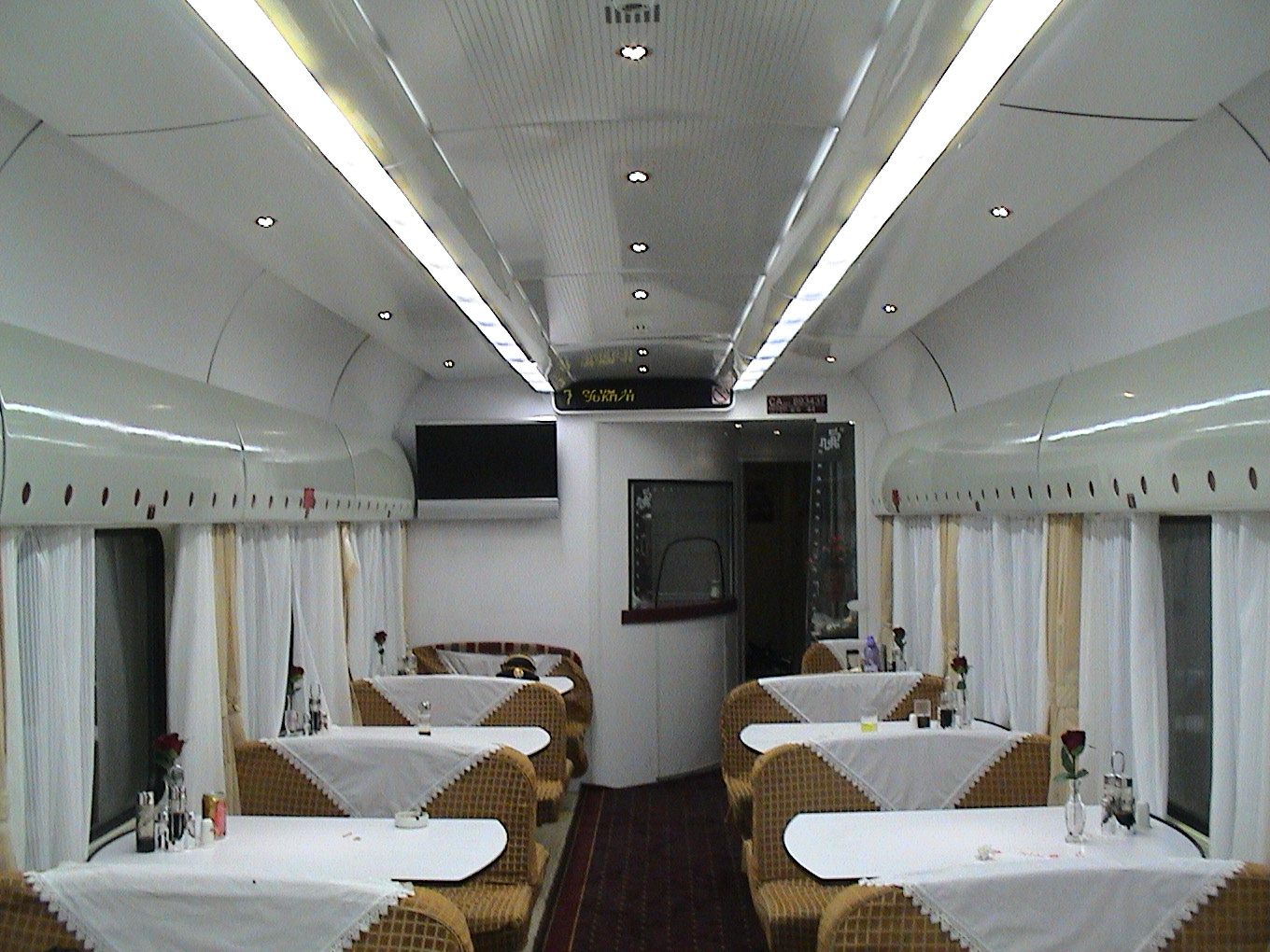
食堂車
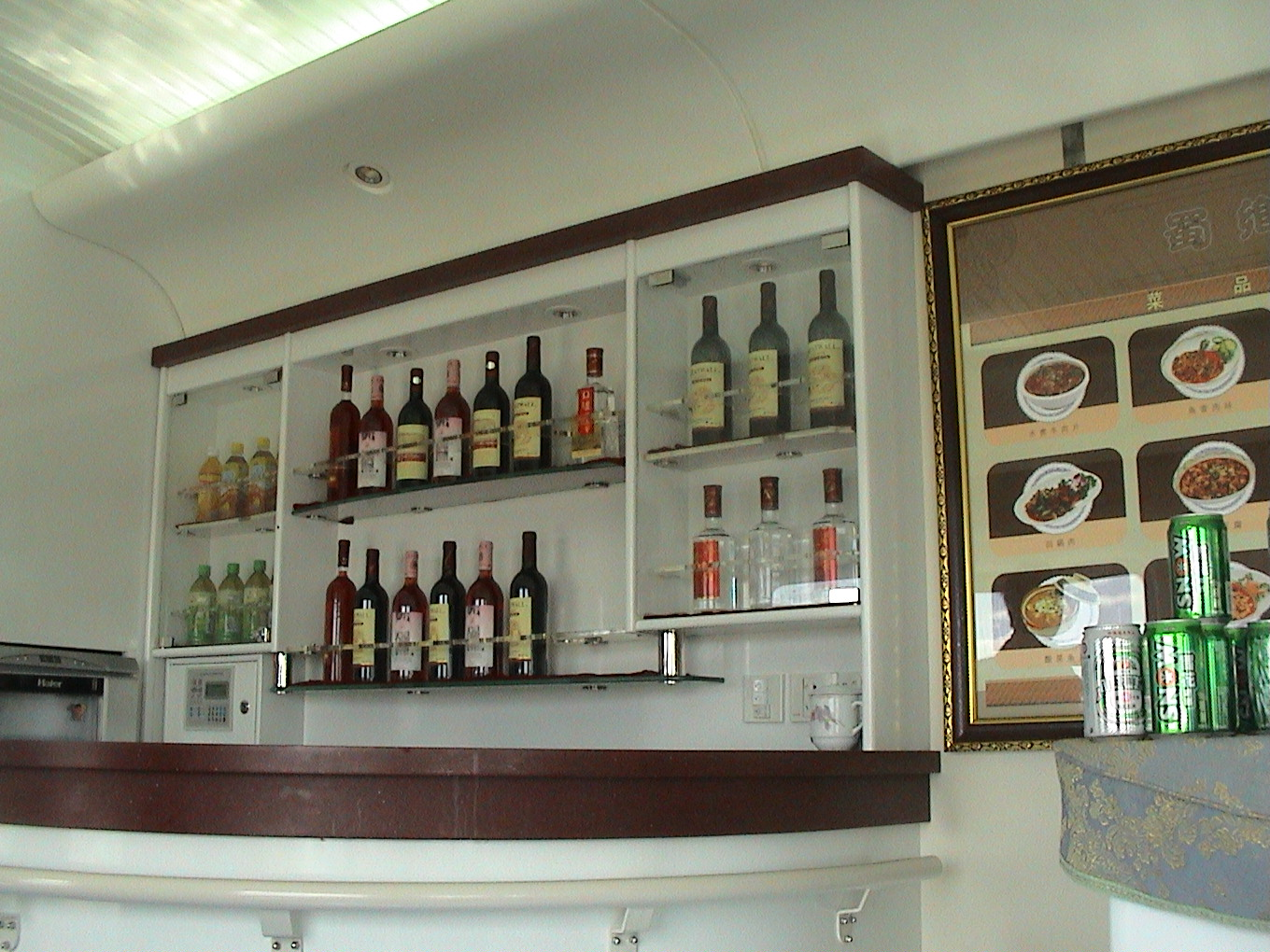
食堂車のバーカウンター
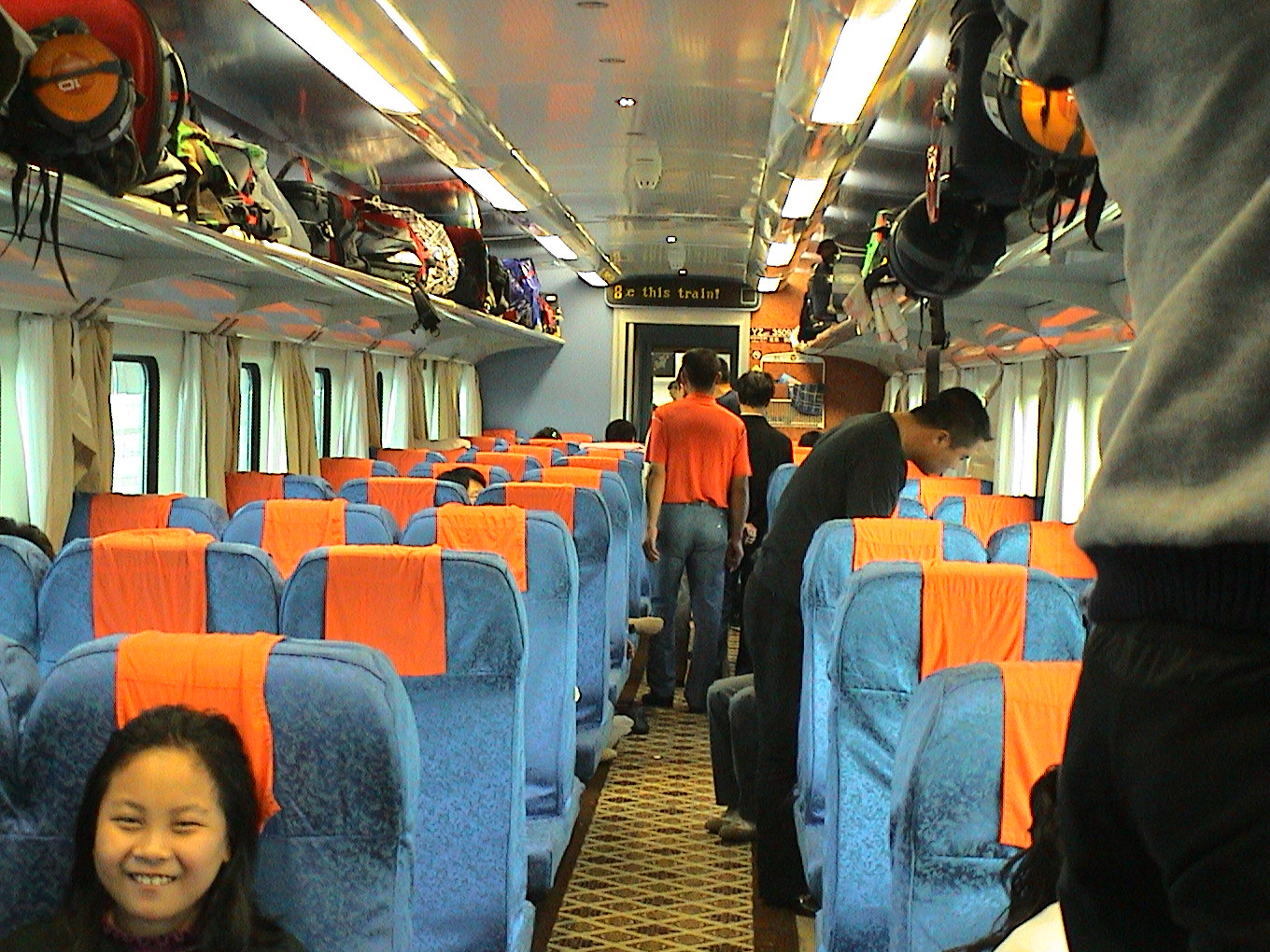
指定席客室
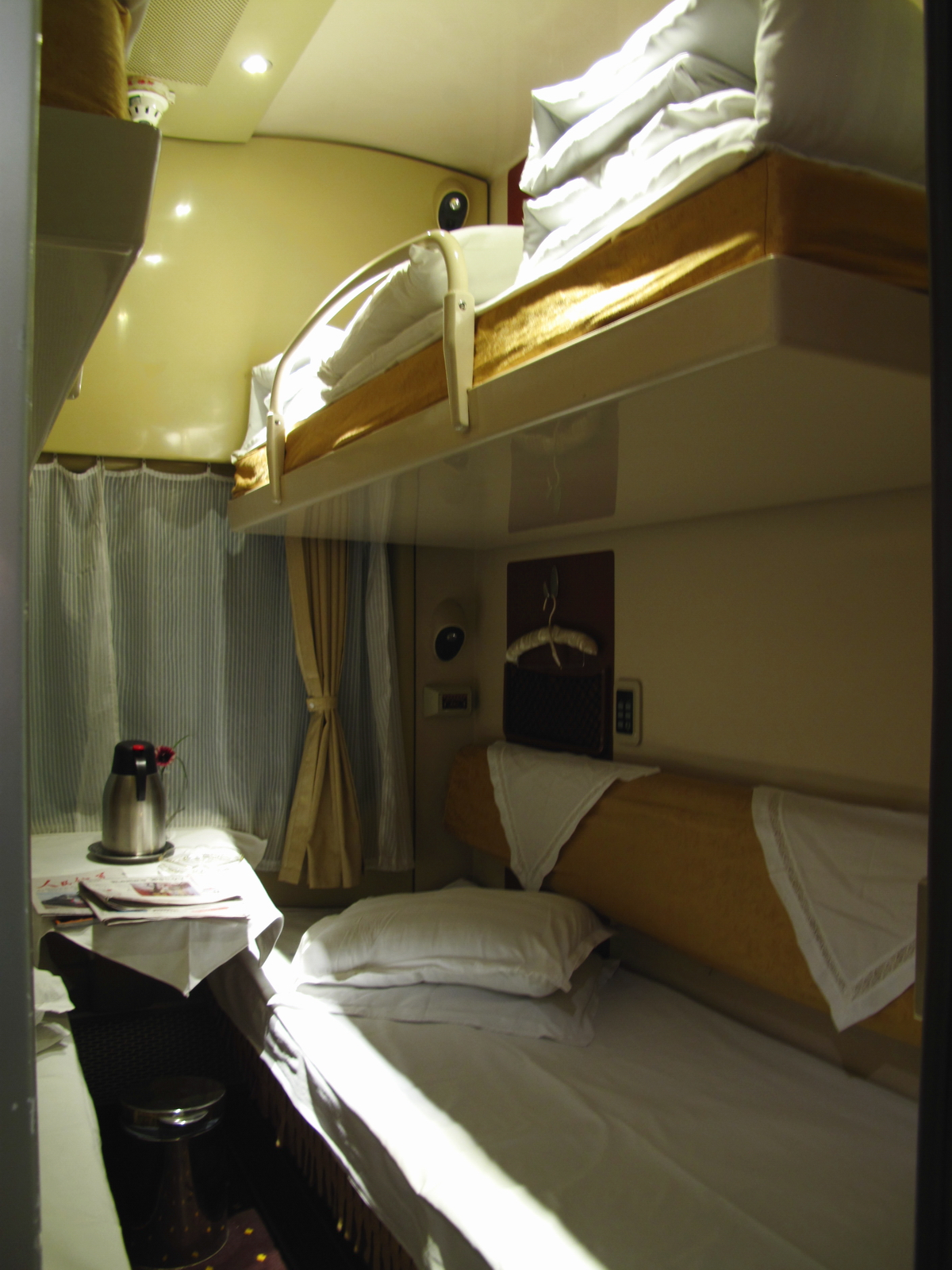
寝台車客室
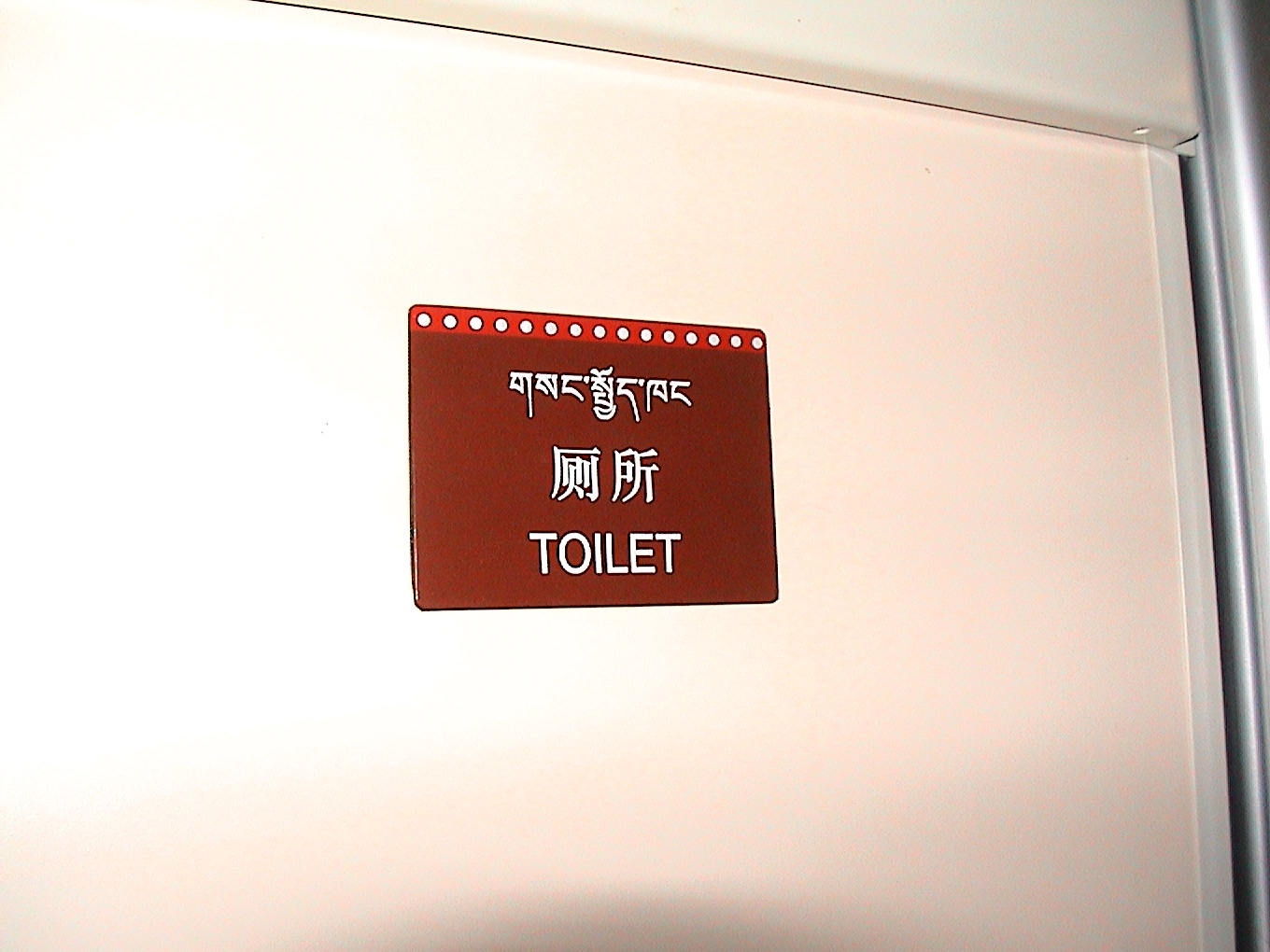
3種の言語併記の案内表示
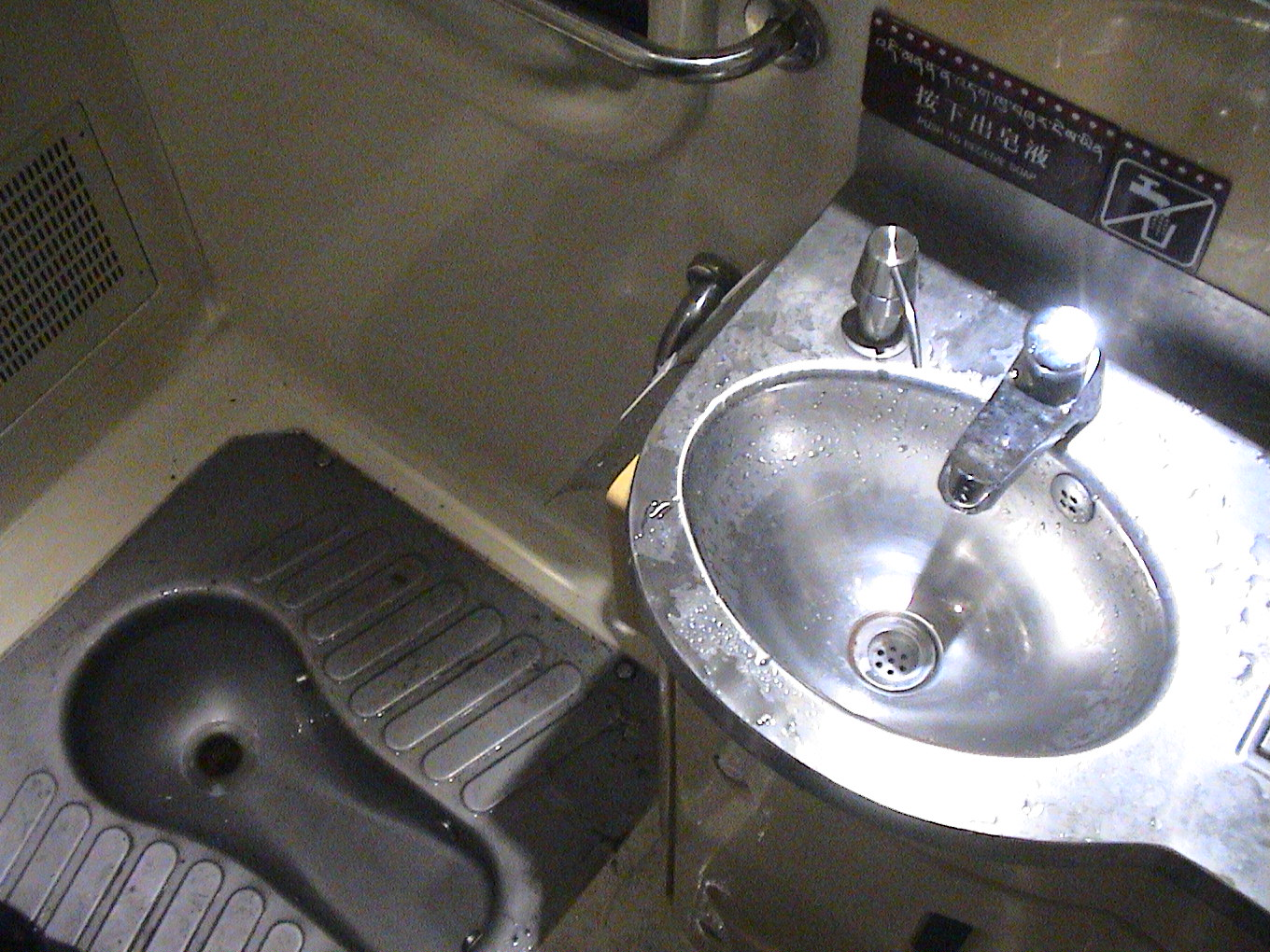
指定席トイレ
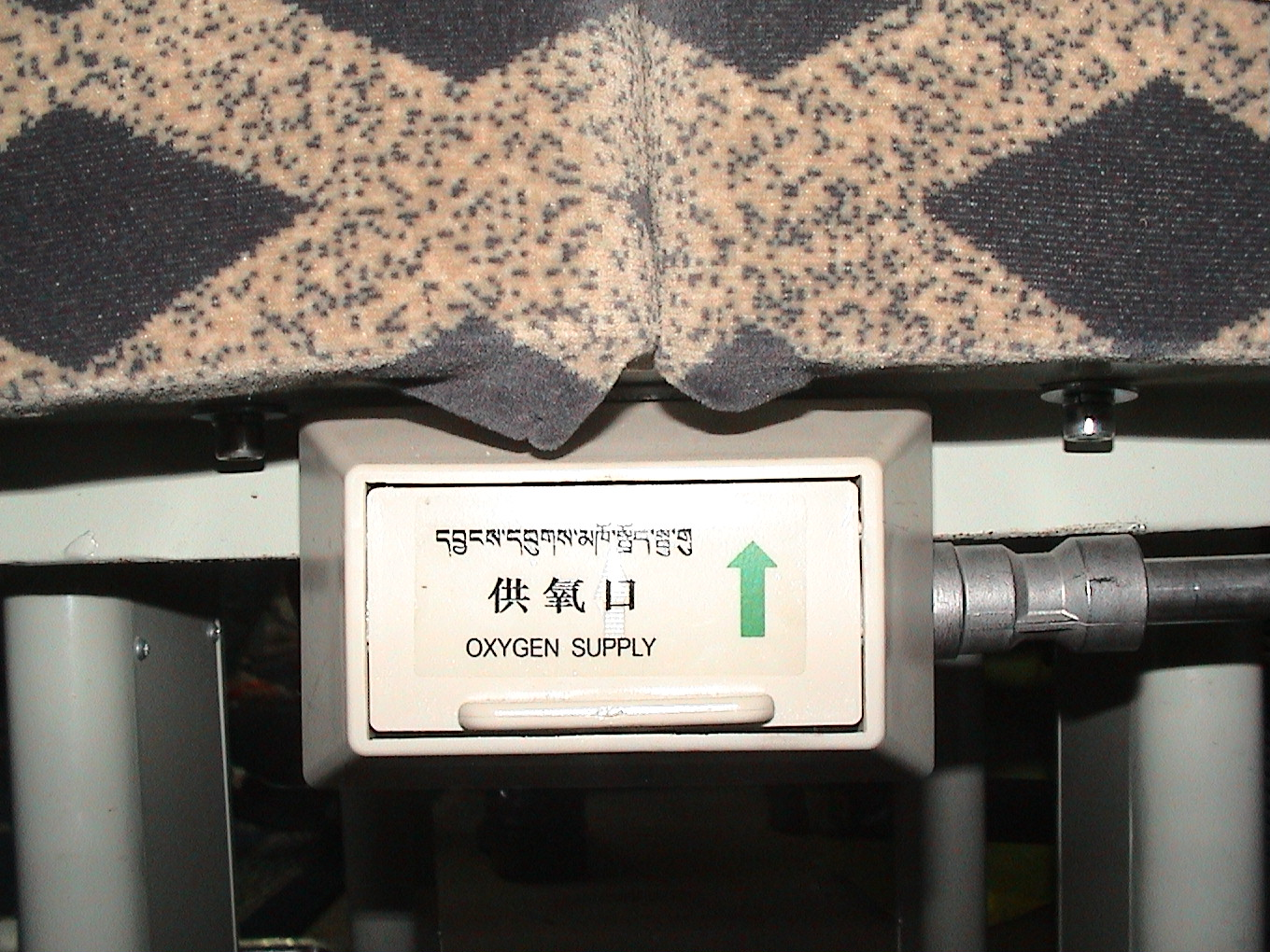
座席下の酸素供給口 このほか壁面（窓柱）に装備されている車両もある
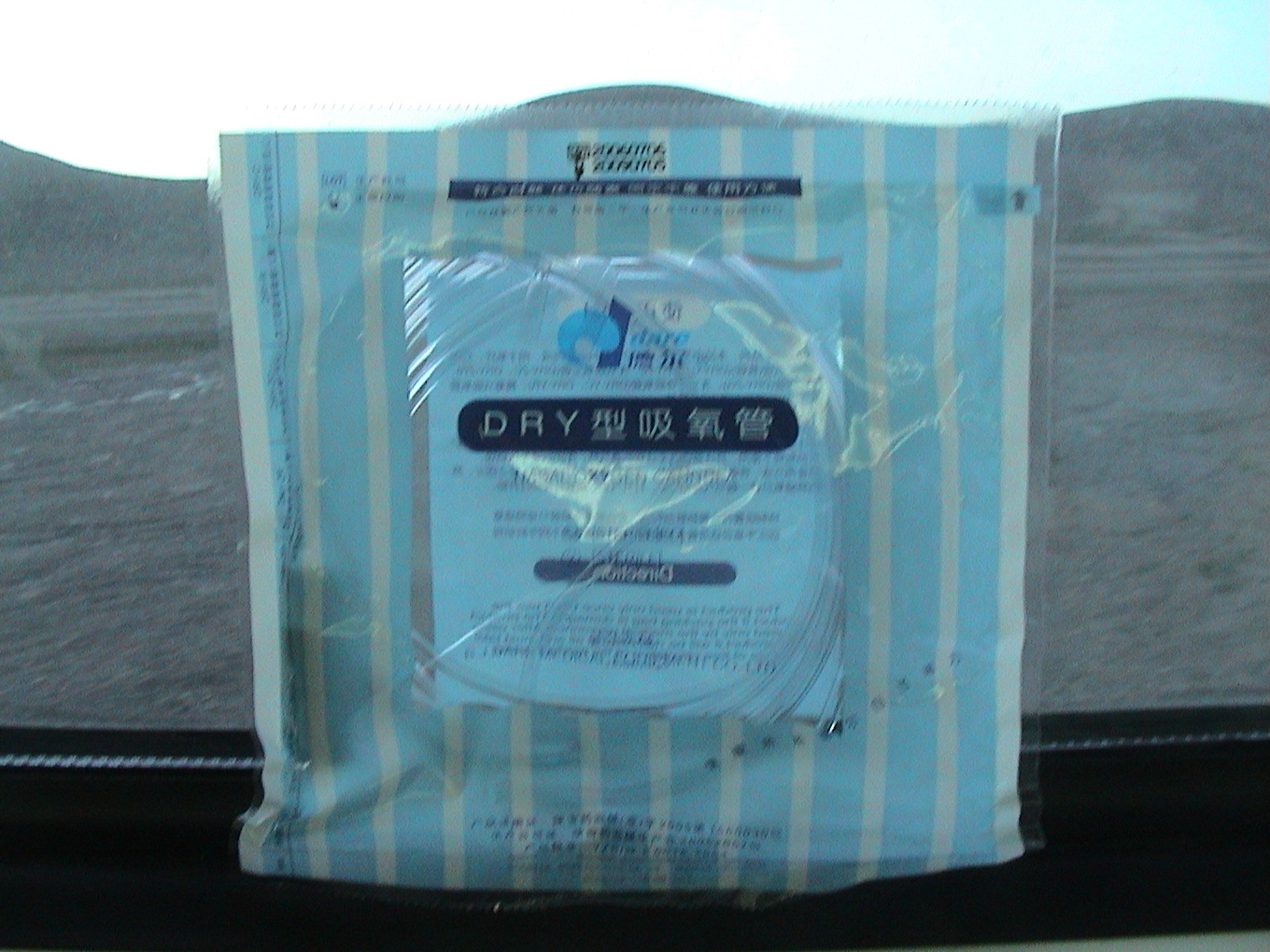
酸素吸入用チューブ
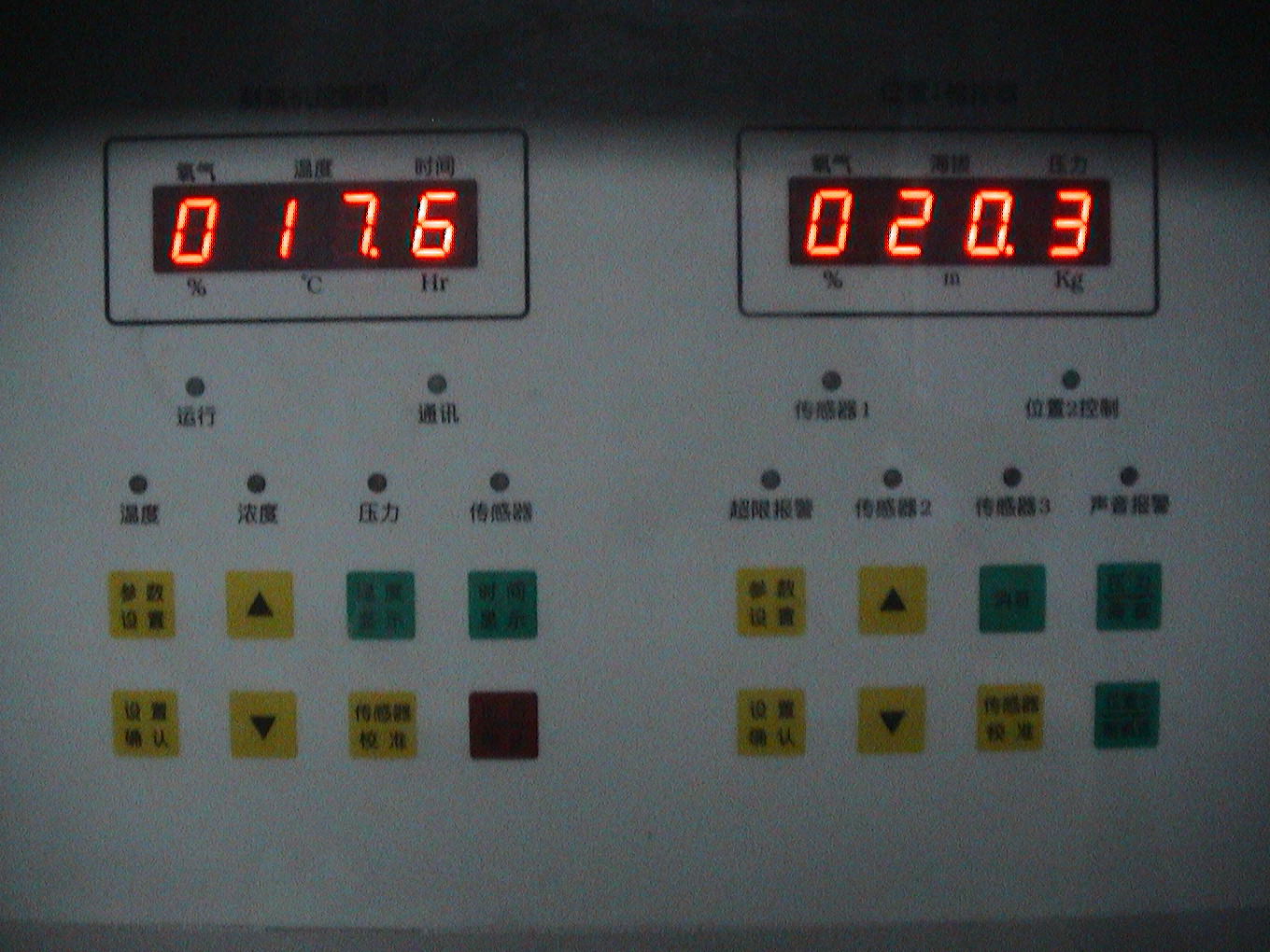
酸素供給装置制御盤
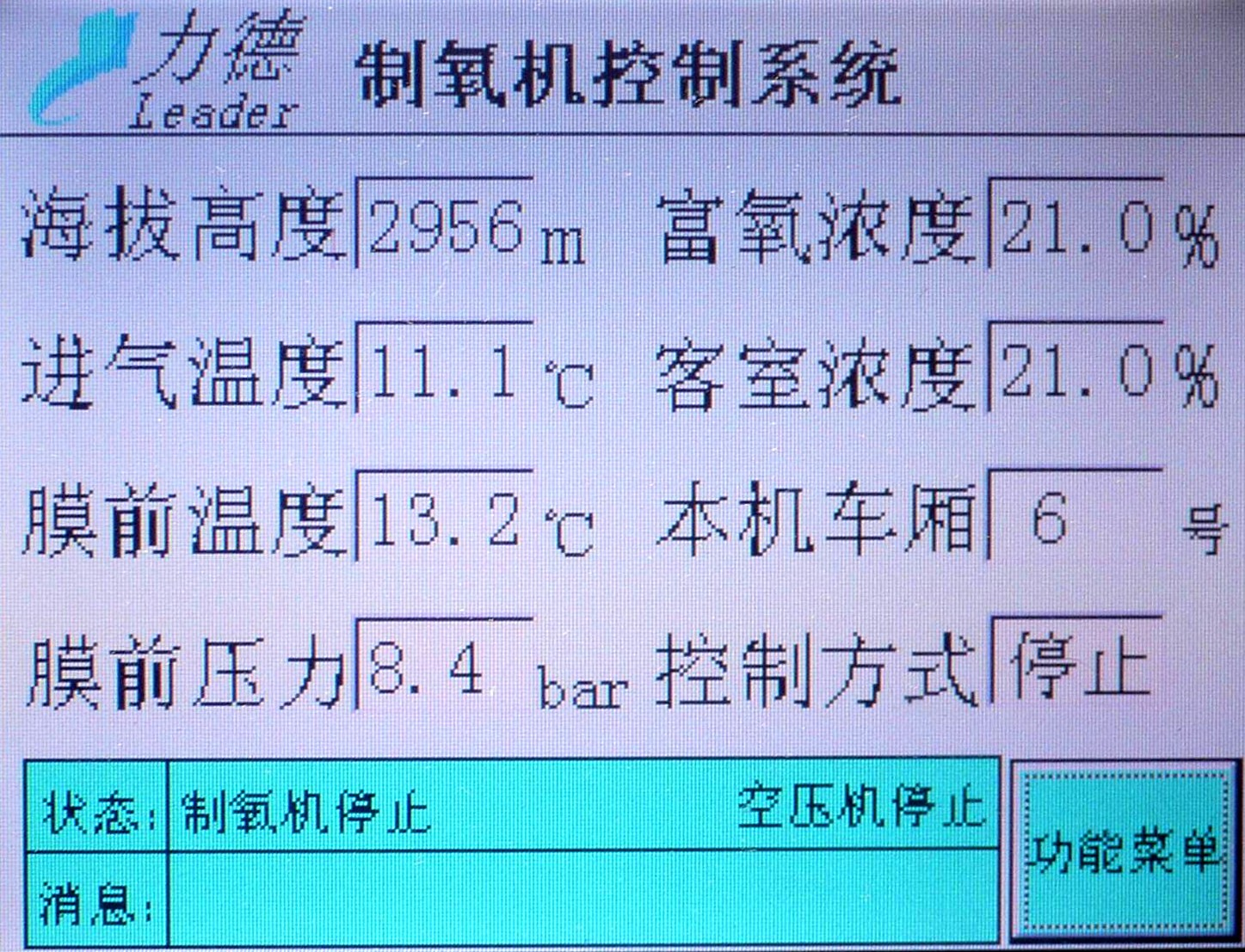
酸素供給装置の表示
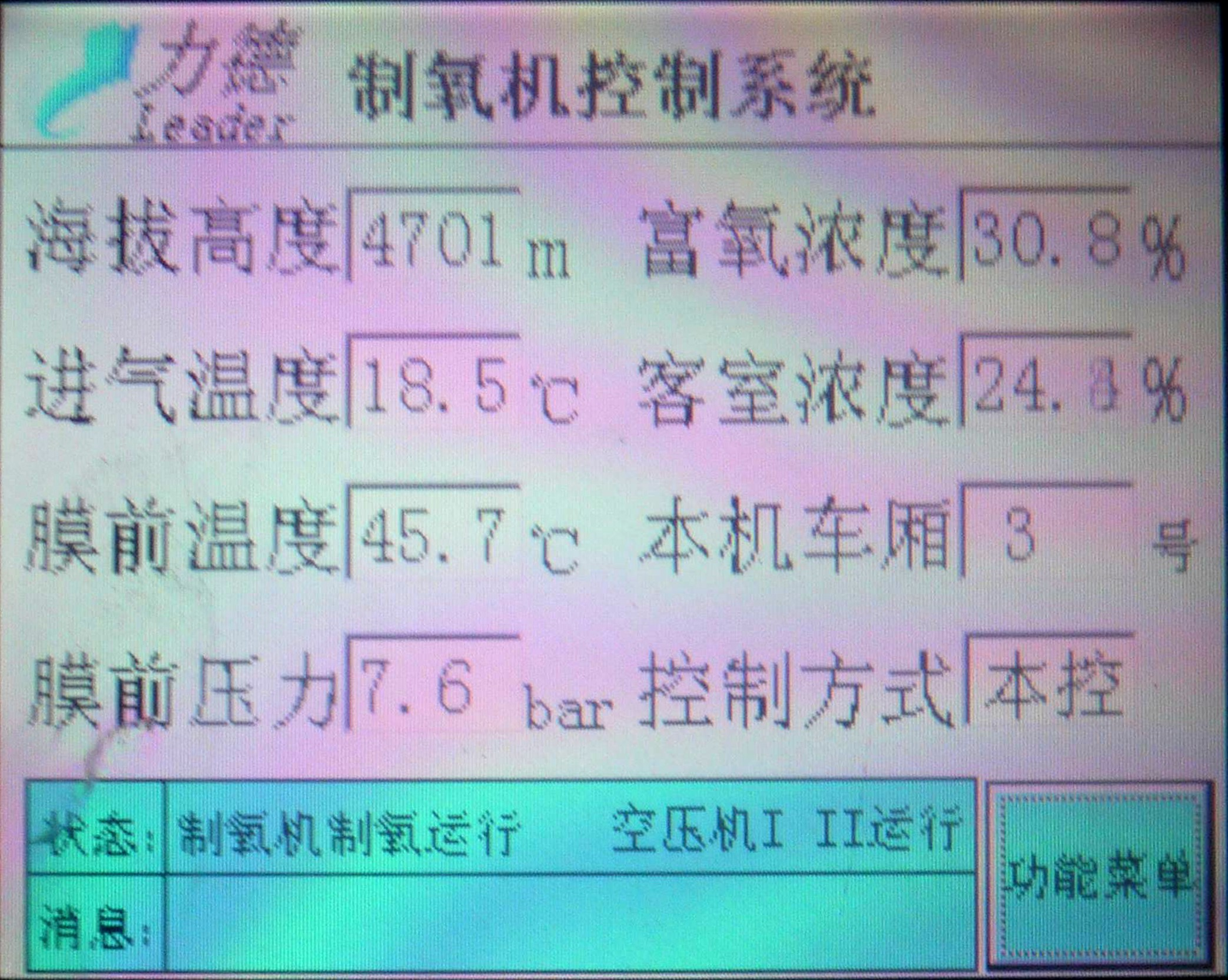
酸素供給装置の表示（客室内酸素濃度が高められている状態）

## 展望
青蔵鉄道の開通により、チベット産業の主柱である観光業が飛躍的に発展することが予測されており、また、チベットと中国他省との物流が大きく改善することにより、チベットの産業開発全般にも寄与することが期待されている。軍用列車も運行され、軍事物資、人員を運搬する主要幹線としても使用されている。
2014年8月16日、青蔵鉄道の支線がシガツェ市まで運行を開始した。最終的にその路線はネパールとの国境、更にカトマンズまで延伸される計画となっており、2018年6月21日に訪中したネパールのK.P.シャルマ・オリ首相はこの計画で中国と合意したことを中国国営紙などは報じた。
2016年9月、青蔵鉄道全線にわたって1本のロングレールで結ぶためのレール交換工事を完了させた。これによって列車の乗り心地や安全性が大幅に改善された、と中国中央電視台が報じている。

## メディアによる紹介
2006年（平成18年）11月、NHKが外国メディアとして初めて青蔵鉄道を取材した。撮影クルーが西寧発ラサ行きの列車に同乗し、車窓風景や名所、沿線の人々などを追った。その模様は2007年（平成19年）1月2日21時からNHK総合テレビの特番で、「青海チベット鉄道」として放映された（同月8日午前8時35分再放送）。後にDVD「青海チベット鉄道～世界の屋根2000キロをゆく～ 」として発売。
2006年（平成18年）12月28日、日本文化チャンネル桜において「天空を引き裂く青蔵鉄道-奪われゆくチベット-」が放送された。同年10月の成都発ラサ行きの列車を取材し、同化政策の手段であることなどが語られた。
2007年（平成19年）2月、モーリー・ロバートソン等がtibetronicaプロジェクトの一環として、運行中の青蔵鉄道車内より、携帯電話とインターネット技術を組み合わせ、日本へ向けたネットラジオの生放送を行った。
2007年（平成19年）4月、NHK・BS hiの関口知宏の中国鉄道大紀行 ～最長片道ルート36000kmをゆく～では、「春編」の出発地がラサとなり、食堂車での朝食や車内の乗客、那曲（ナチェ）駅での途中下車の様子などが紹介された。BS 2での再放送のほか、同じ素材を元に、BS 1、BS 2、総合の「春編 総集編」や「春の旅 決定版」などでも紹介された。
2007年（平成19年）12月8日TBSで放送の『世界・ふしぎ発見!』で、諸岡なほ子が「青海チベット鉄道」として、寝台車と食堂車での朝食、車内販売での弁当など、車中を紹介。また文成公主を紹介した。

## 車窓の見どころ
鉄道の運行後、多くの車窓の見どころが一般に知られるようになった。 
| 西寧～ゴルムド 旅客列車の多くはこの区間を夜間に約13時間かけて運行するため、景色は楽しめない。 - 青海湖 ゴルムド-ラサ 旅客列車の多くはこの区間を昼間に約13時間かけて運行するため、景色を楽しめる。 - ゴルムド駅 ここで約20分間停車して、機関車を換えて、給水車で給水なども行なう。 | - 崑崙峠、崑崙山脈東部、玉珠峰と氷河 - 風火山トンネル - 可可西里草原 - 沱沱河大橋 - タンラ駅、タンラ山脈、タンラ山 - アムド草原 - ツォナ湖 - ナクチュ草原 - ニェンチェンタンラ山脈 - ダムシュン草原 - ラサ川特大橋 |

車窓の見どころギャラリー：

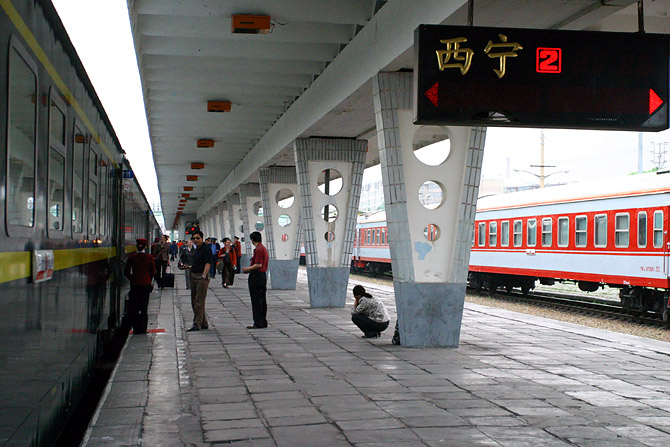
西寧駅
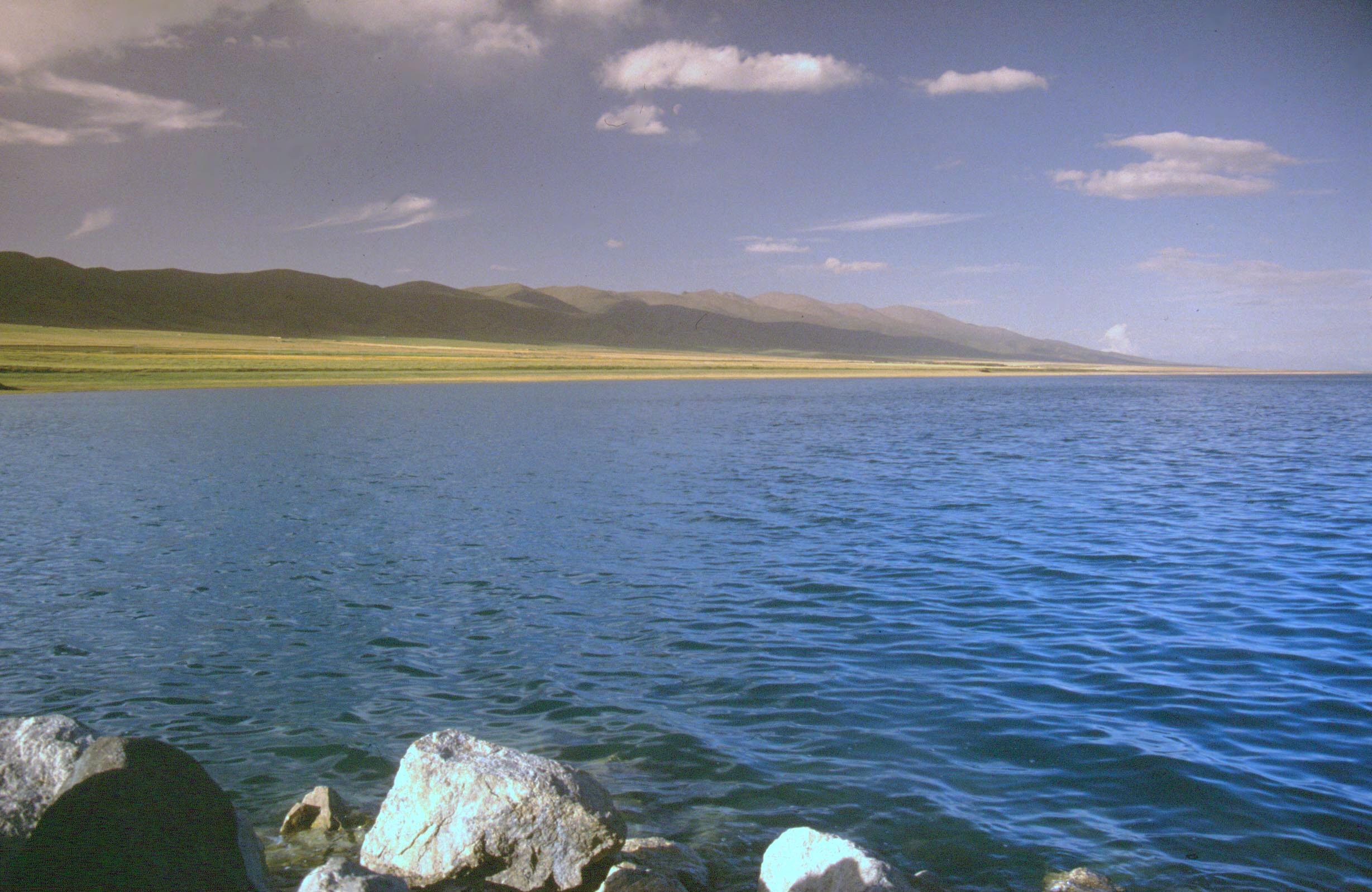
青海湖（夜間通過のため見えない場合が多い）
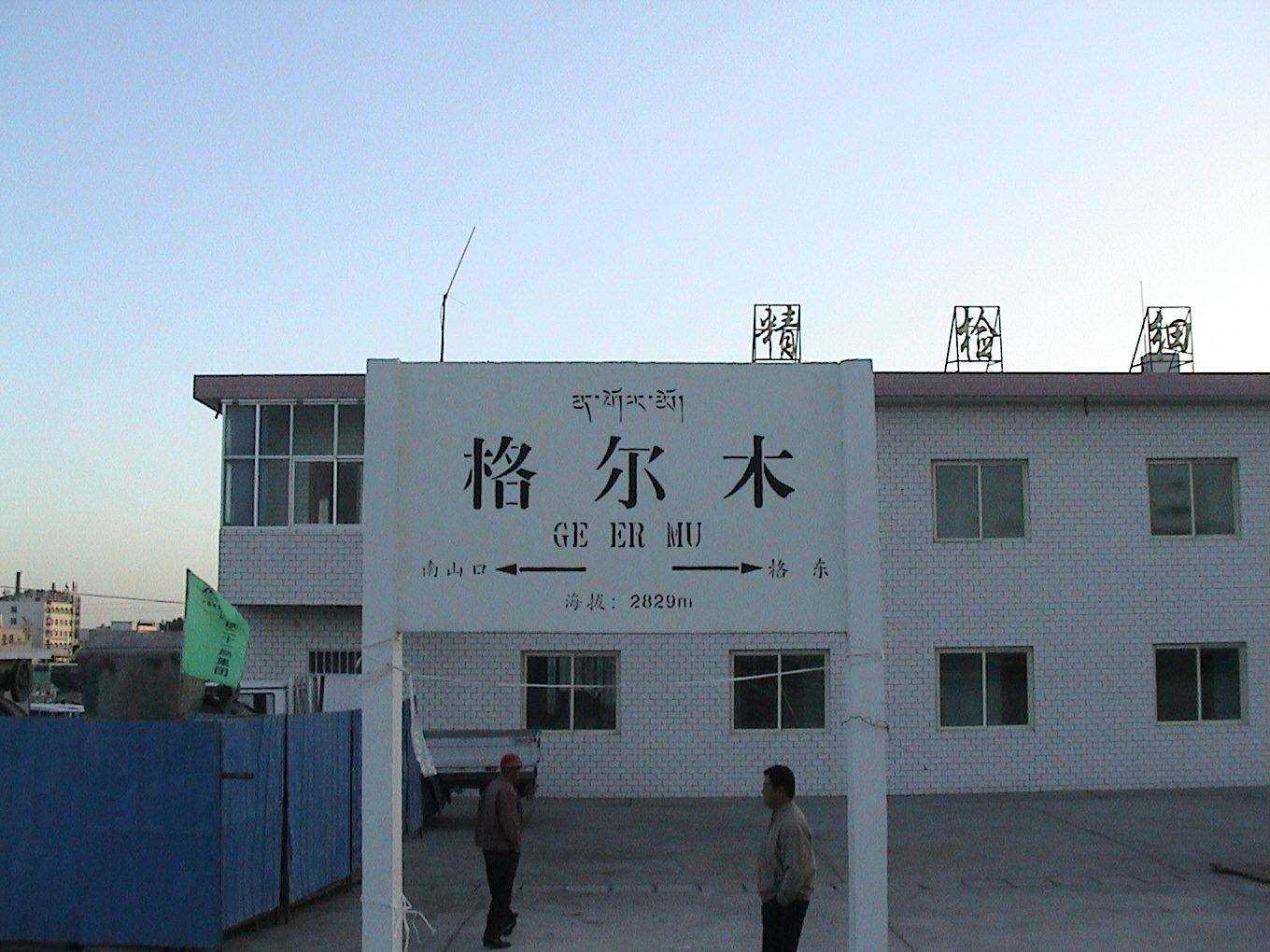
ゴルムド駅の駅名標
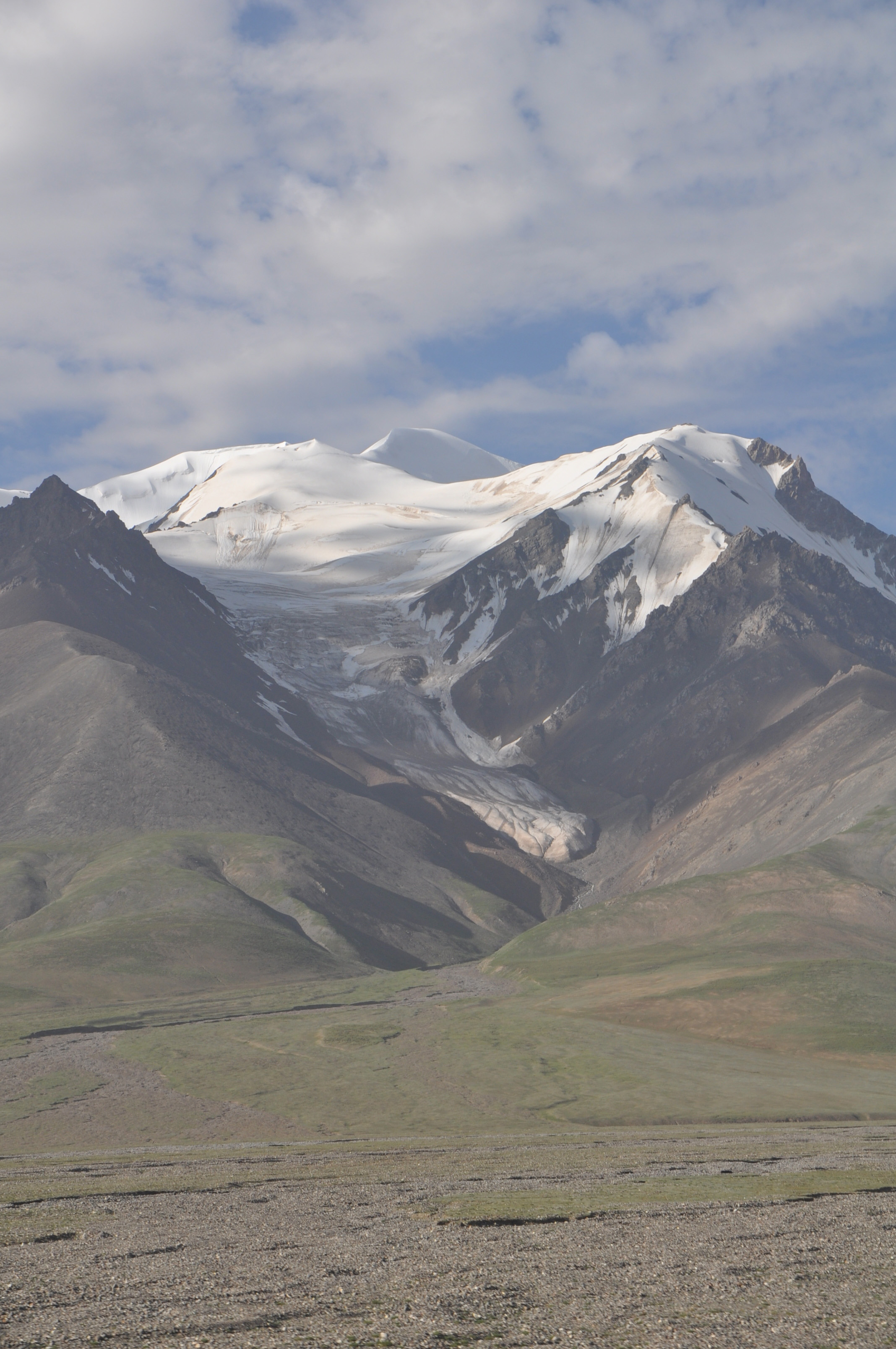
玉珠峰と氷河
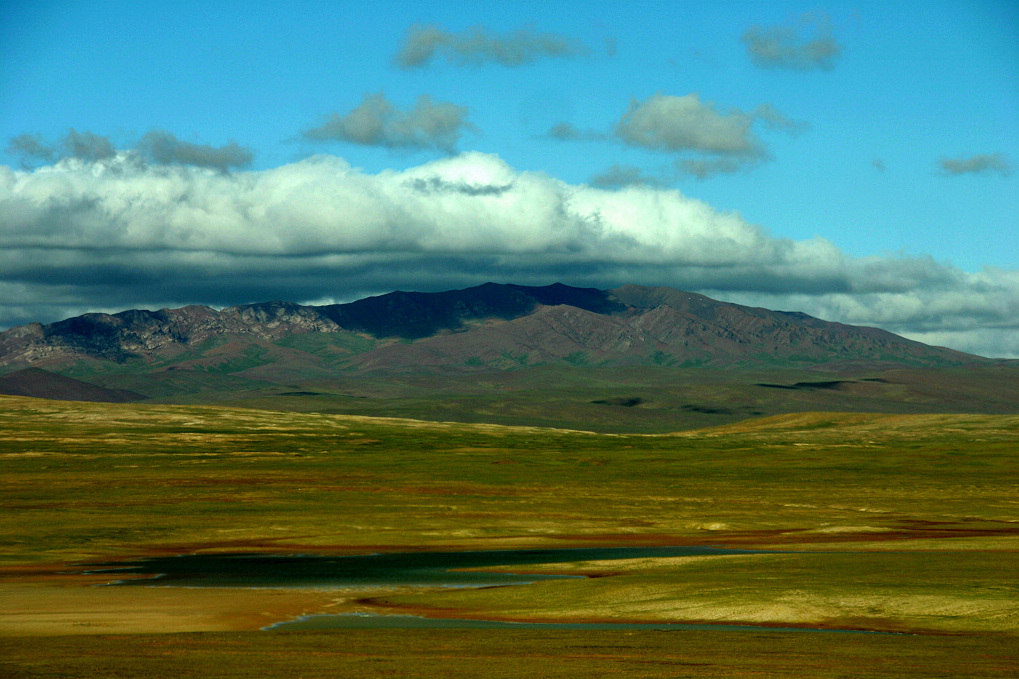
可可西里（ココシリ）草原
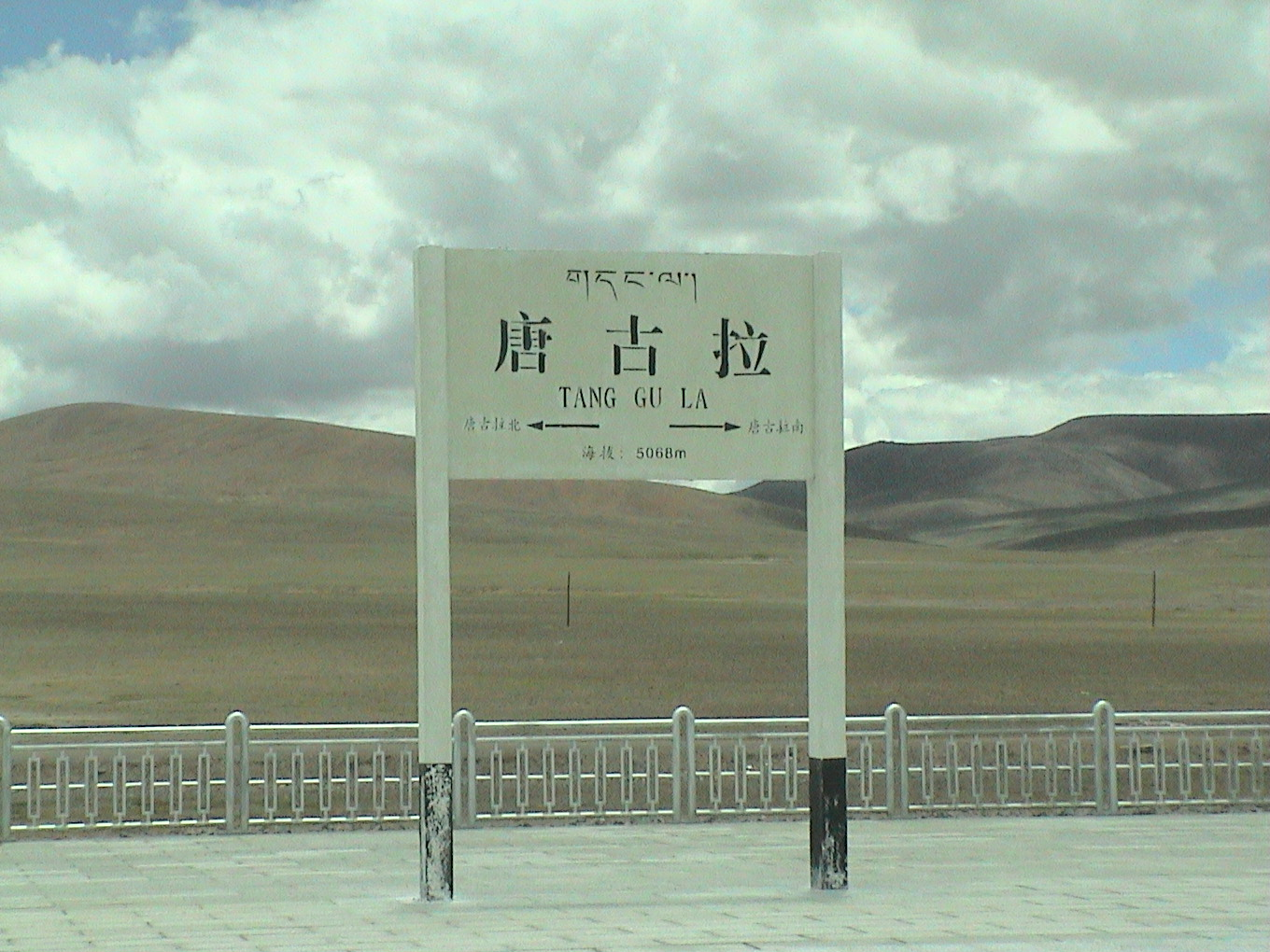
唐古拉（タンラ）駅 海抜 5,068 m
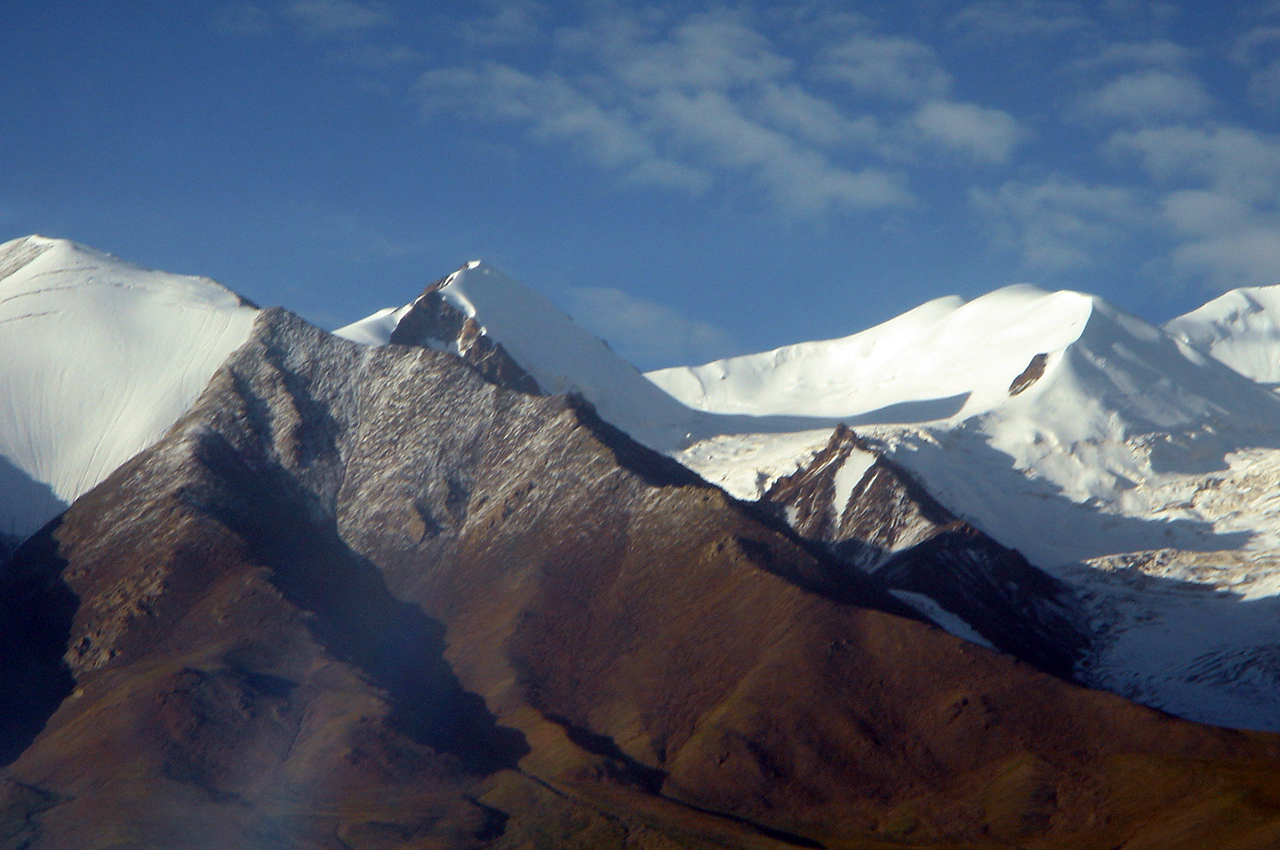
タンラ山脈
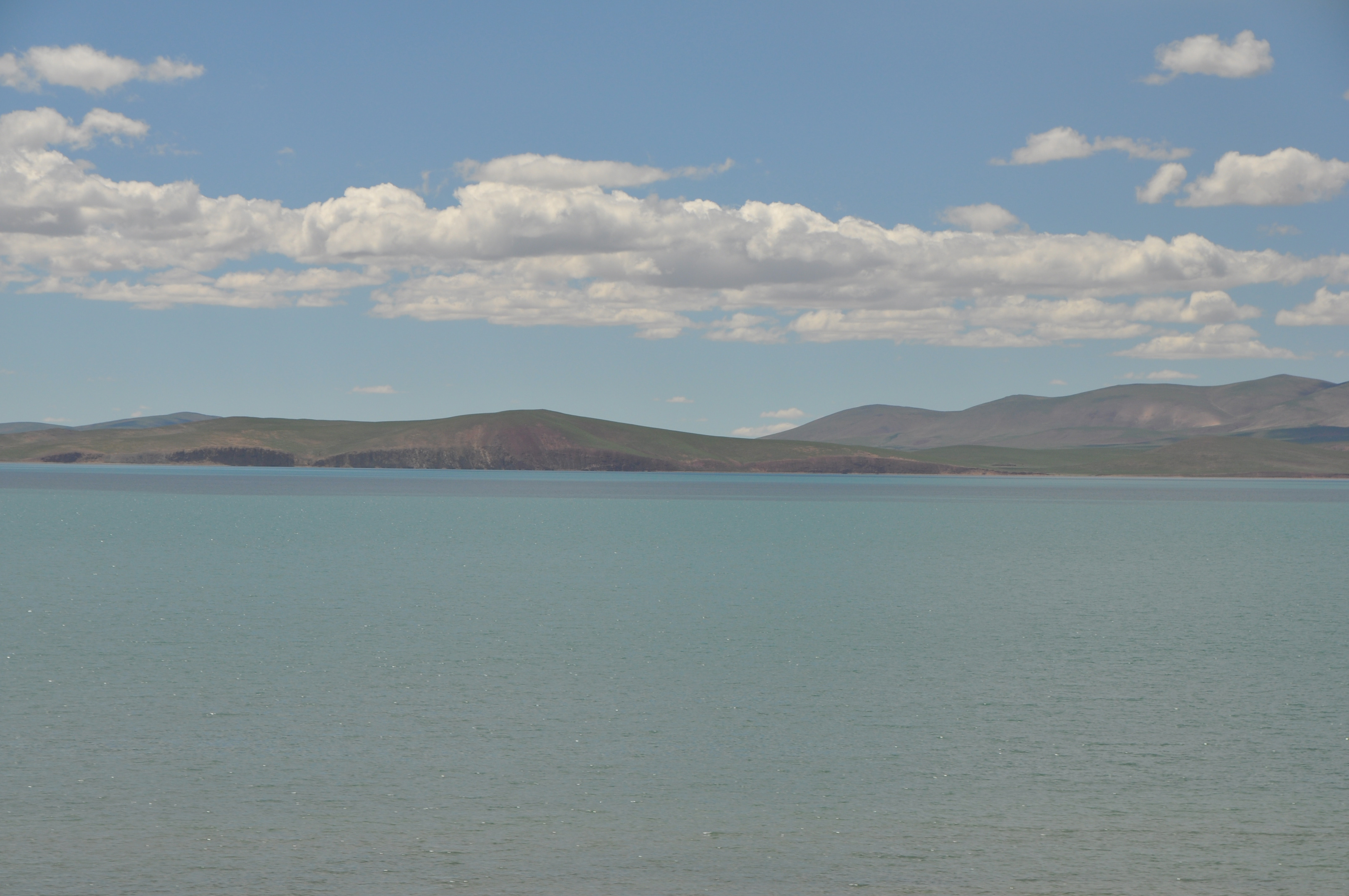
ツォナ湖
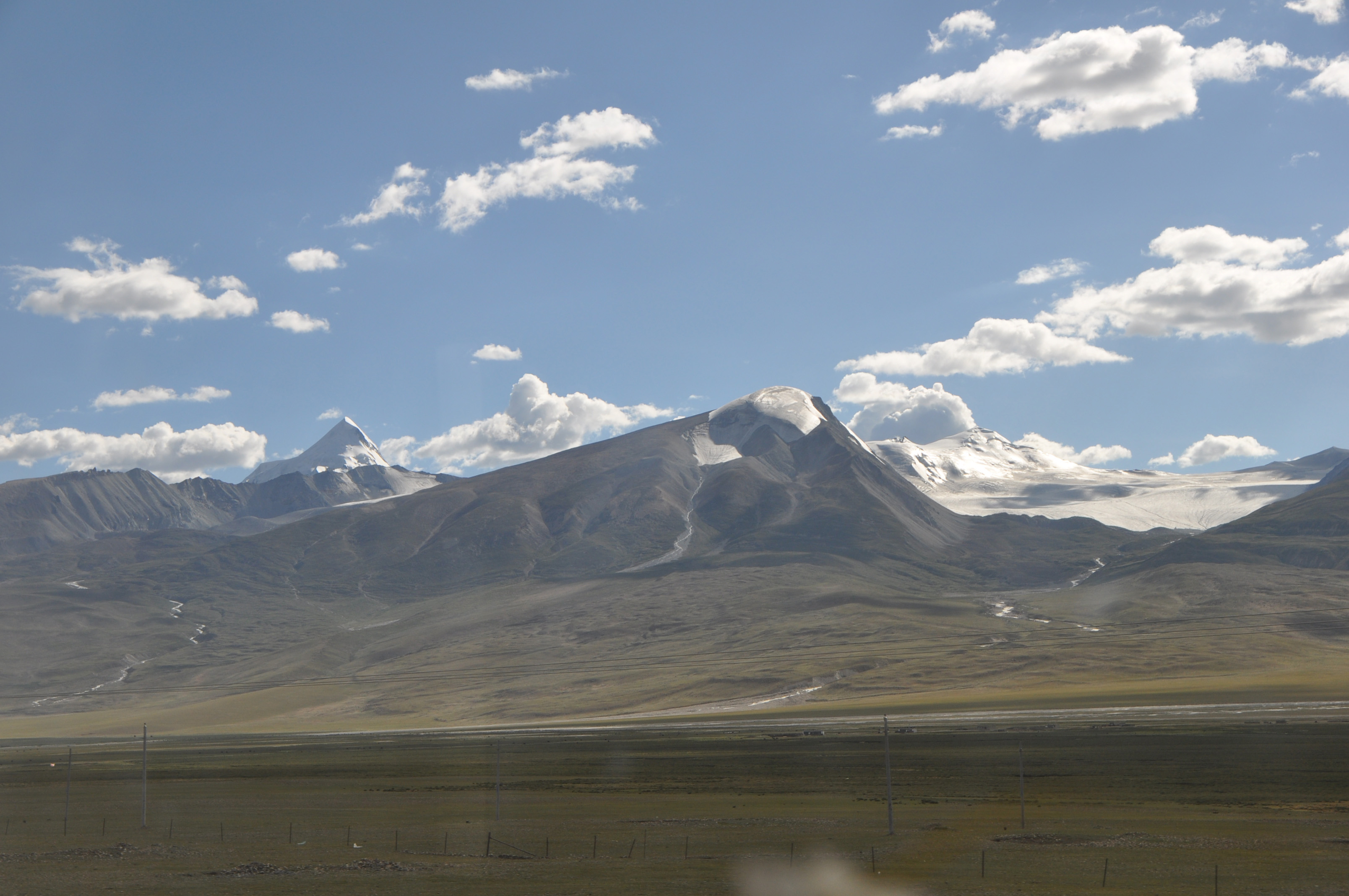
ニェンチェンタンラ山脈
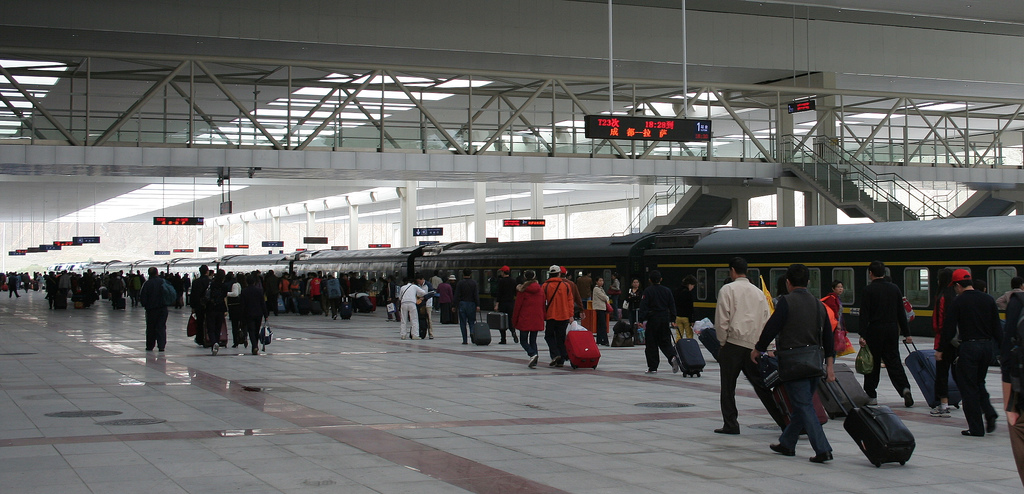
ラサ駅

## 接続路線
- 西寧駅：蘭青線
- 飲馬峡駅：敦格線[13][14]
- ゴルムド駅：格庫線[15]
- ラサ駅：ラサ・シガツェ鉄道・川蔵線